# Catedral de València
La catedral de València, oficialment l'església catedral-basílica metropolitana de l'Assumpció de la Mare de Déu de València, és seu de l'arquebisbat de València i està dedicada a Santa Maria per desig de Jaume I, fidel a la tradicional devoció mariana del segle xiii. Fou consagrada l'any 1238 per l'arquebisbe de Tarragona Pere d'Albalat. Es troba sobre l'antiga mesquita, que al seu torn s'havia alçat sobre l'antiga seu visigòtica.
El gòtic català o mediterrani és l'estil predominant d'aquesta catedral, tot i que també conté elements del romànic, del gòtic francés, del renaixement, del barroc i neoclàssic. En l'interior es venera el Sant Calze, datat del segle i, i donat a la catedral pel rei Alfons el Magnànim el 1436.
Conté algunes de les primeres i millors pintures del Quattrocento de tota la península Ibèrica, que van arribar de Roma a través d'artistes contractats per Alexandre VI. Aquest últim papa valencià, quan encara era el cardenal Roderic de Borja, feu la petició per a elevar la seu valentina al rang de Metropolitana, categoria que li fou atorgada pel papa Innocenci VIII el 1492.

## Història

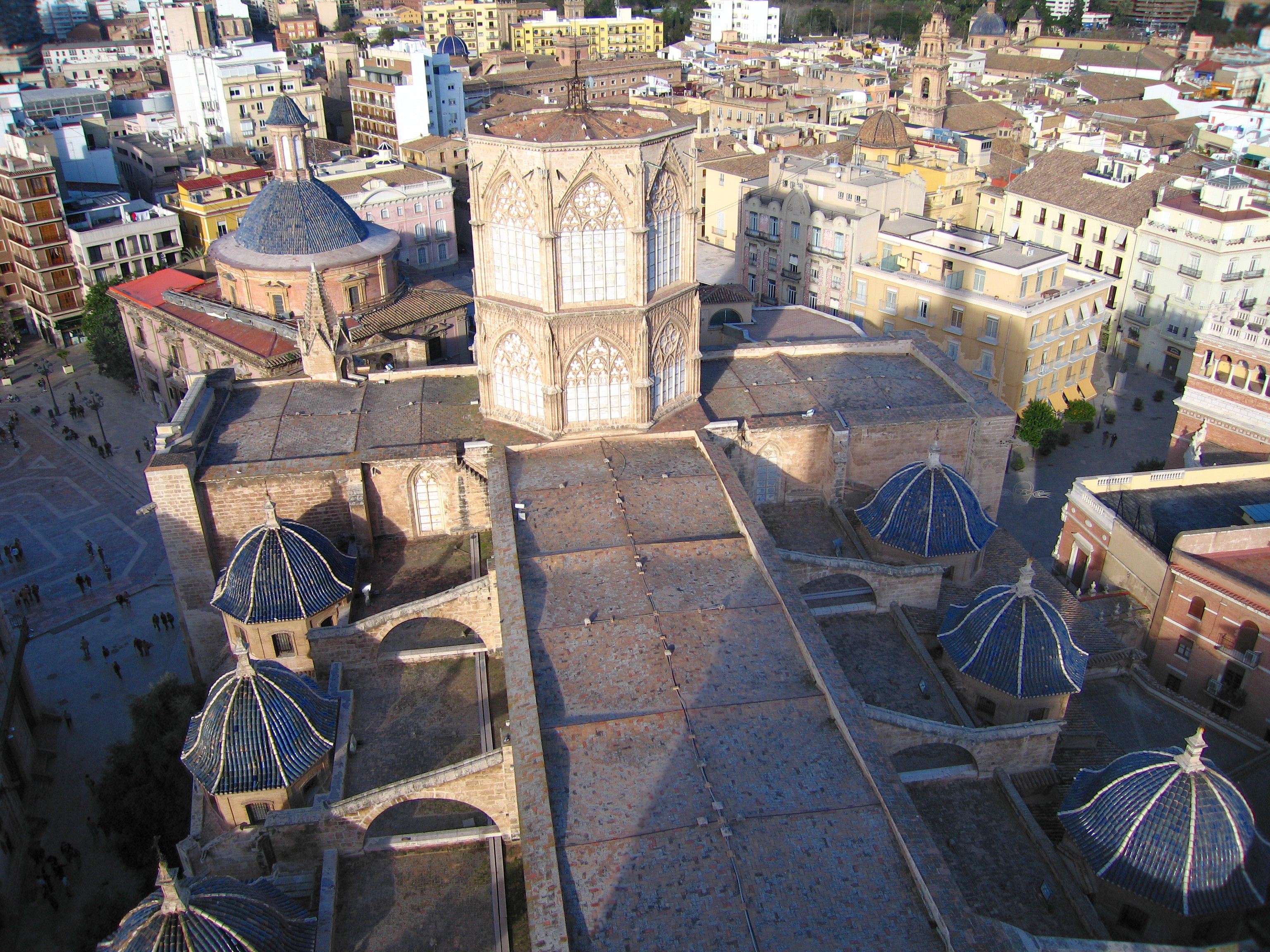
Vista des del Micalet, que hi projecta ombra. S'hi aprecia la planta de creu llatina, amb cimbori al creuer

L'estructura principal de la seu de València (església catedral basílica metropolitana) es va alçar entre els segles xiii i xv, raó per la qual és principalment d'estil gòtic. Tanmateix, la seua construcció es va prolongar durant segles, per la qual cosa hi ha una barreja d'estils artístics —que van des del primerenc romànic, fins al subtil Renaixement, el Barroc recaragolat i el més contingut neoclàssic— que és la característica més rellevant de la Seu de València i que la converteix en una joia de l'arquitectura universal.
Les excavacions en l'adjacent Centre Arqueològic de l'Almoina han tret a la llum restes de l'antiga seu visigoda, que, més tard, va esdevenir mesquita. Hi ha constància documental que fins dècades després de la conquesta cristiana (1238) la mesquita-catedral va romandre dempeus —amb les sentències alcoràniques en les parets i tot—, fins que finalment el 22 de juny de 1262 fra Andreu d'Albalat va resoldre enderrocar-la i construir en el seu lloc una catedral, en correspondència amb els plànols de l'arquitecte Arnau Vidal.
Per a aixecar-la es va emprar material de les veïnes pedreres de Burjassot i Godella, però també d'altres més allunyades com ara les de la Marina, des d'on vingueren al cap i casal amb vaixell des de Benidorm i Xàbia.
Altres raons que expliquen la simplicitat i sobrietat de la seu de València són que fou bastida amb celeritat per tal de marcar el territori cristià enfront del musulmà, i que no fou una obra sumptuària de cap monarca, sinó una construcció eminentment ciutadana sufragada per la burgesia local.
|  |  |

## Evolució constructiva

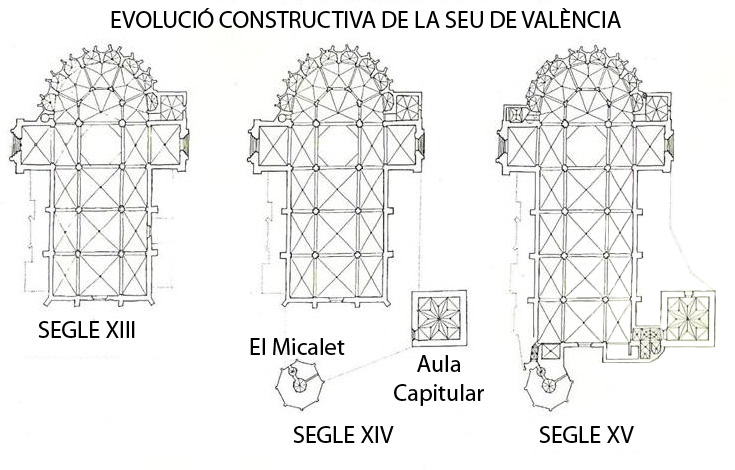
Evolució constructiva de la Seu de València

Encara que el recorregut per l'interior de la catedral és molt ric i ens porta d'uns estils a uns altres quasi sense solució de continuïtat, es tracta bàsicament d'un edifici de planta gòtica de tres naus amb creuer cobert amb cimbori, girola i absis poligonal.
La catedral, que s'anava fent a mesura que la mesquita era enderrocada, comptava ja al final del segle xiii amb el deambulatori o girola amb les seues huit capelles i amb la porta romànica de l'Almoina, situada en el braç est del creuer.
Entre 1300 i 1350 es va tancar el transsepte o creuer pel seu costat oest amb la construcció de la porta gòtica dels Apòstols. També es van construir tres trams de les tres naus —una central i dues laterals—, i es va iniciar el cimbori.
La sala del Capítol o sala Capitular (hui capella del Sant Calze) (1356-1369), on es reunien els clergues per a deliberar els assumptes interns, i la torre campanar del Miquelet o Micalet (1381-1425) s'alçaren inicialment separades de la resta de l'església, però en 1459 els mestres Francesc Baldomar i Pere Comte iniciaren l'ampliació de les naus de la catedral en un tram més, conegut com a «arcada Nova» o «arcada de la Seu», i la uniren definitivament tant amb la sala capitular com amb el Micalet. Des d'aquell moment la seu fa unes dimensions de 94 metres de llarg per 53,65 d'ample en el transsepte.
|  |  |  |

Els segles del Renaixement (xv-xvi) van influir poc en la ja consolidada arquitectura però molt en la decoració pictòrica, com ara a l'altar major, i escultòrica, com ara a la capella de la Resurrecció.
De l'etapa barroca destaca que el 1703 l'alemany Konrad Rudolf va projectar i iniciar la façana i porta principal de la seu, coneguda com «dels Ferros» per la reixa que l'envolta. A causa de la guerra de Successió no la va poder acabar, i foren principalment els escultors Francesc Vergara i Ignasi Vergara els qui ho feren. En ser la seua planta corba, el parament còncau que origina creava un singular i estudiat efecte de perspectiva, desvirtuat durant el segle xx a causa de l'enderroc dels edificis adjacents (antic carrer de Saragossa) per a ampliar la plaça de la Reina.

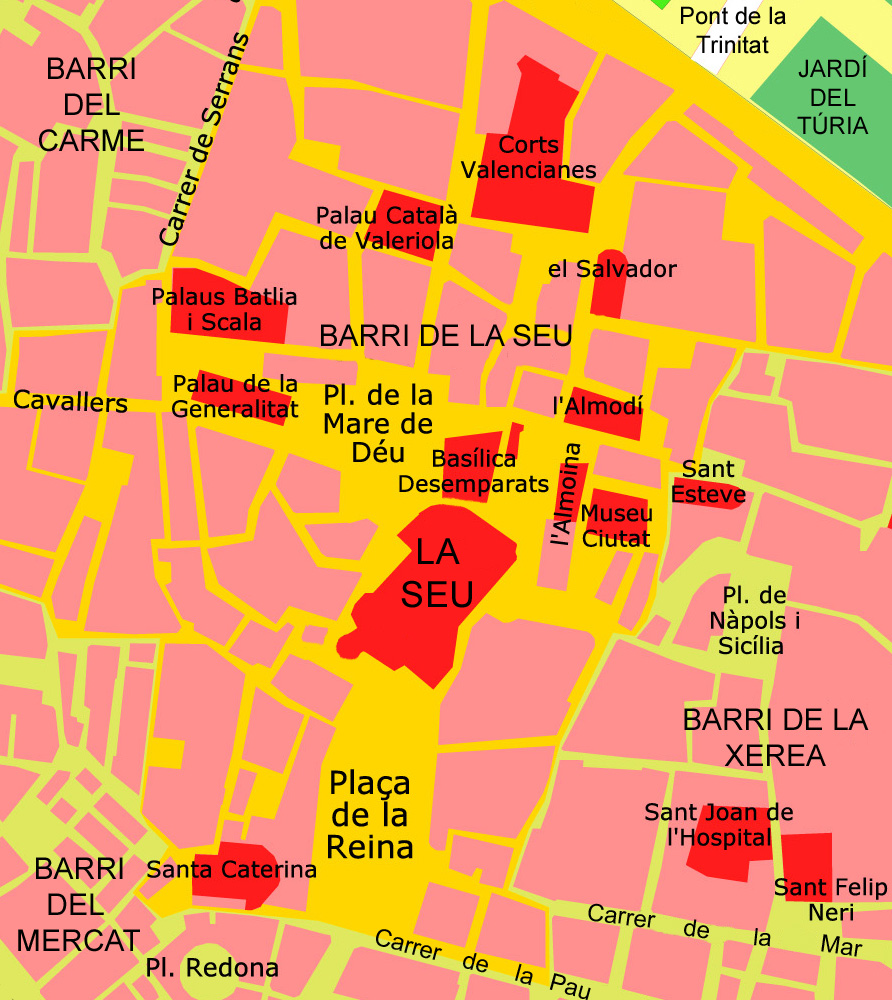
Plànol de situació de la Seu dins de Ciutat Vella

Des de l'últim terç del segle xviii es va engegar un projecte de renovació de l'edifici, la intenció del qual era dotar-lo d'un aspecte neoclàssic homogeni, defugint de l'estil gòtic que llavors era considerat obra de bàrbars. L'obra començà el 1774 i va anar a càrrec de l'arquitecte Antoni Gilabert Fornés. El remodelatge de la seu va afectar tant a elements constructius com ornamentals: els pinacles exteriors del temple van ser eliminats, els terrats ocults per teulades, i l'estructura gòtica emmascarada d'estucs, daurats i altres elements pseudoclàssics.
El 1931 la seu fou declarada monument historicoartístic, però durant la Guerra Civil espanyola fou incendiada, raó per la qual es van perdre part dels seus elements artístics. El cor, situat en la part central, va ser desmuntat en 1940 i traslladat al fons de l'altar major. Els orgues, que havien patit importants danys durant el conflicte bèl·lic, no van ser reconstruïts.
Així mateix, en 1970 les dites «cases dels Canonges», construccions adossades a les capelles exteriors que miren al carrer del Micalet, foren enderrocades per a tornar a la catedral el seu aspecte anterior, alhora que l'alleugerien d'afegitons d'escàs o nul valor arquitectònic.
El 1972 es va mamprendre la tasca de repristinació de la catedral, que significà la retirada de quasi tots els elements clàssics, per a recuperar-ne l'aspecte gòtic original. Només restà com a decoració clàssica la major part de les capelles laterals i de la girola, i alguns testimonis puntuals reeixits, com ara les escultures sobre les petxines del cimbori.
En l'actualitat presenta, després de diverses neteges, un bon estat de conservació, especialment després de l'exposició duta a terme el 1999 amb el nom «La llum de les Imatges». El temple està declarat Bé d'Interés Cultural per part del Consell de la Generalitat Valenciana.

## Elements singulars de la seu

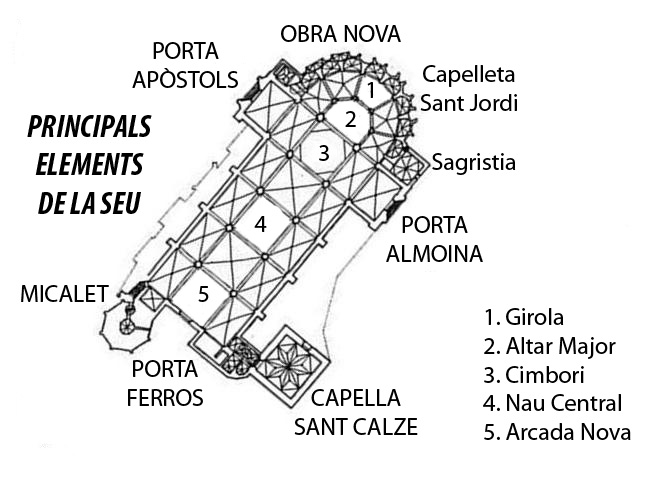
Situació dels elements principals

Entre els elements singulars cal destacar, pel que fa a l'exterior del temple:
- La porta oriental, dita «de l'Almoina» i d'estil romànic (segle xiii)
- La capelleta septentrional, dita de Sant Jordi, on se celebrà la primera missa (segle xiii)
- L'arcada nord-occidental, dita «Obra Nova» i d'estil renaixentista italià (segle xvi)
- La porta occidental, dita «dels Apòstols» i d'estil gòtic francés (segle xiv)
- El campanar, dit del Micalet i d'estil gòtic català (segle xiv)
- La porta meridional, dita «dels Ferros» i d'estil barroc italià (segle xviii)

Pel que fa a l'interior del temple cal destacar:
- El cimbori, meravella del gòtic francés (segle xiv), tant vist des de dins com des de fora
- L'antiga sala capitular o «capella del Sant Calze», d'estil gòtic tardà (segona meitat del segle xiv)
- La girola, d'estil gòtic català (segle xiii), majorment recoberta de decoració neoclàssica (segle xviii)
- L'altar Major o presbiteri, decorat amb pintures renaixentistes (segle xv) i afegits posteriors barrocs (segle xvii)
- La nau principal i les laterals, d'estil gòtic català (segle xiii-xiv)

## Exterior de la seu

### La porta de l'Almoina o del Palau

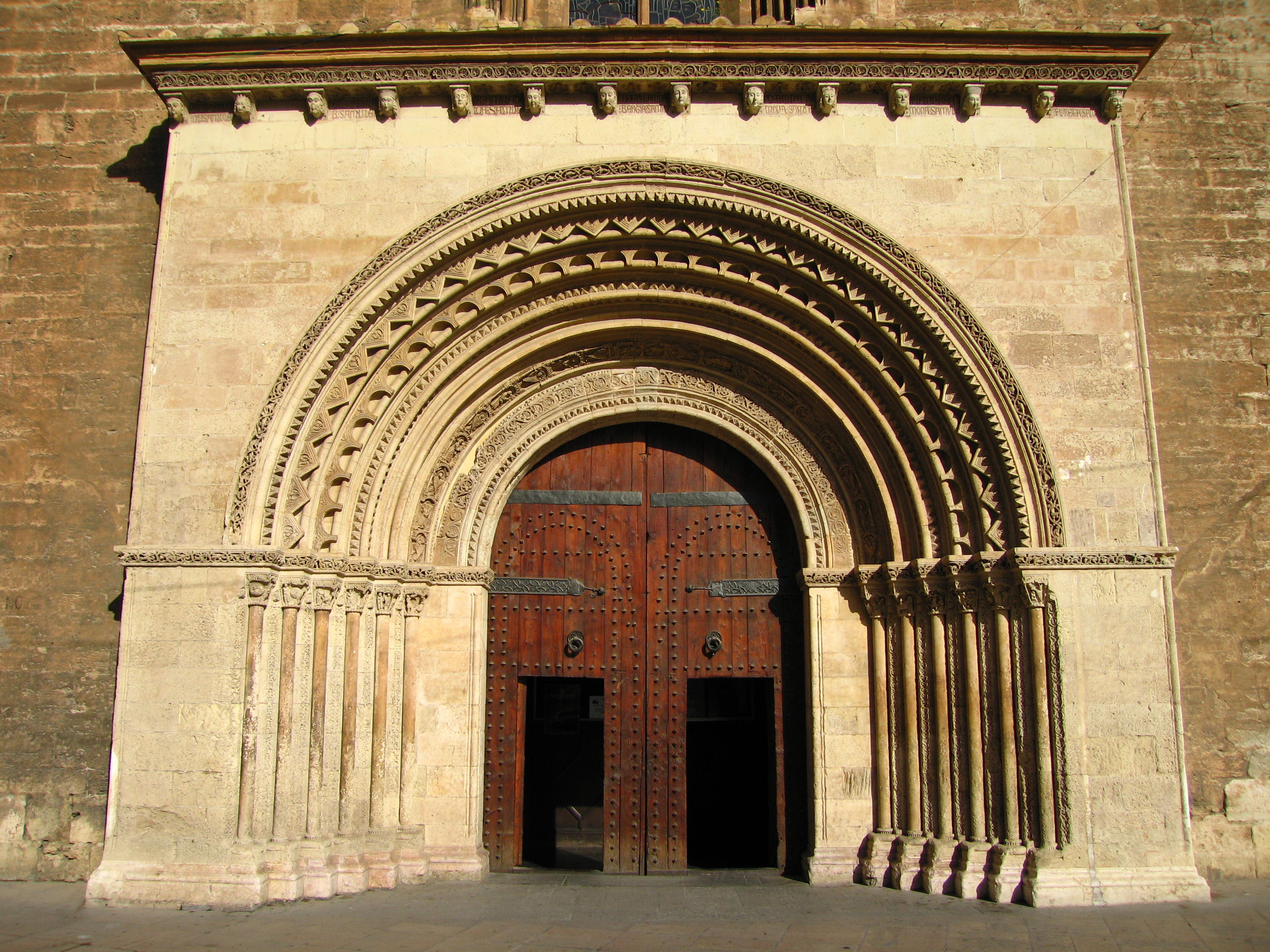
Porta de l'Almoina

La porta de l'Almoina, dita així per ser veïna a la casa, ja desapareguda, on es donava socors als necessitats, és la més antiga de la seu. També és coneguda com a «porta del Palau» pel seu veïnatge amb el Palau Arquebisbal. D'estil romànic, constitueix un element clarament diferenciat de la resta de la catedral, que és principalment gòtica. Alguns autors la consideren de 1260-1270, obra d'Arnau Vidal, però pel seu estil primitiu altres la remunten al 1240, immediatament després de la conquista jaumina (1238). El fet que estiga encarada a l'est, mirant cap a la Meca, fa pensar que allí mateix es trobava el mihrab de l'antiga mesquita.
El seu estil romànic amb influència mudèjar és de tipus lleidatà. De fet, per la seua similitud a la porta «dels Fillols» de la Seu Vella de Lleida, feta cap al 1220, alguns veuen la mà d'algun mestre lleidatà en la seua construcció. Tal és la vinculació d'aquesta porta amb Lleida que, per damunt de l'arcada hi ha esculpits en pedra els caps de set matrimonis lleidatans que, segons la tradició, representarien els pobladors fundacionals de la nova ciutat cristiana, per tal com vingueren a València acompanyats de tres-centes donzelles lleidatanes a fi de casar-les amb els soldats que havien lluitat al costat de Jaume I
Per davall d'aquests caps, que encara conserven restes de policromia, figuren en una inscripció els noms dels fundadors llegendaris de la ciutat: En Pere am(b) Na Maria, sa muller; En Guillem am(b) Na Berenguera, sa muller; En Ramon am(b) Na Dolça, sa muller; En Francesc am(b) Na Ramona, sa muller; En Bernat am(b) Na Floreta, sa muller; En Bertran am(b) Na Berenguera, sa muller; i En Doménec am(b) Na Ramona, sa muller. Com a curiositat, al costat dret de la porta, es poden observar unes osques en la pedra, fetes pels botxins en esmolar les destrals als ajusticiaments que es duien a terme a la plaça.
La porta de l'Almoina, que forma un cos ixent respecte al mur de la seu, és atrompetada amb sis arquivoltes de mig punt concèntriques i en degradació (de més a menys gran), que recolzen sobre fines columnes amb capitells, magníficament decorats amb escenes de la Gènesi en la part esquerra, i de l'Èxode en la dreta.
La decoració de les arquivoltes consisteix en motius vegetals i geomètrics, amb motluració variada: puntes de diamant, figures de serafins, fistons lobulats i delicats fullatges, sants en xicotetes fornícules i motlures en ziga-zaga. En la línia d'impostes hi ha una sanefa amb repertori d'animals fantàstics. Rematant el conjunt i en la part superior catorze permòdols amb els caps de les set parelles abans citades sostenen la volada.

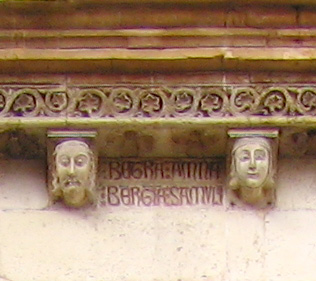
Detall amb inscripció que diu: «Bertra(n) am(b) Na Ber(en)g(ue)la sa mull(er)»
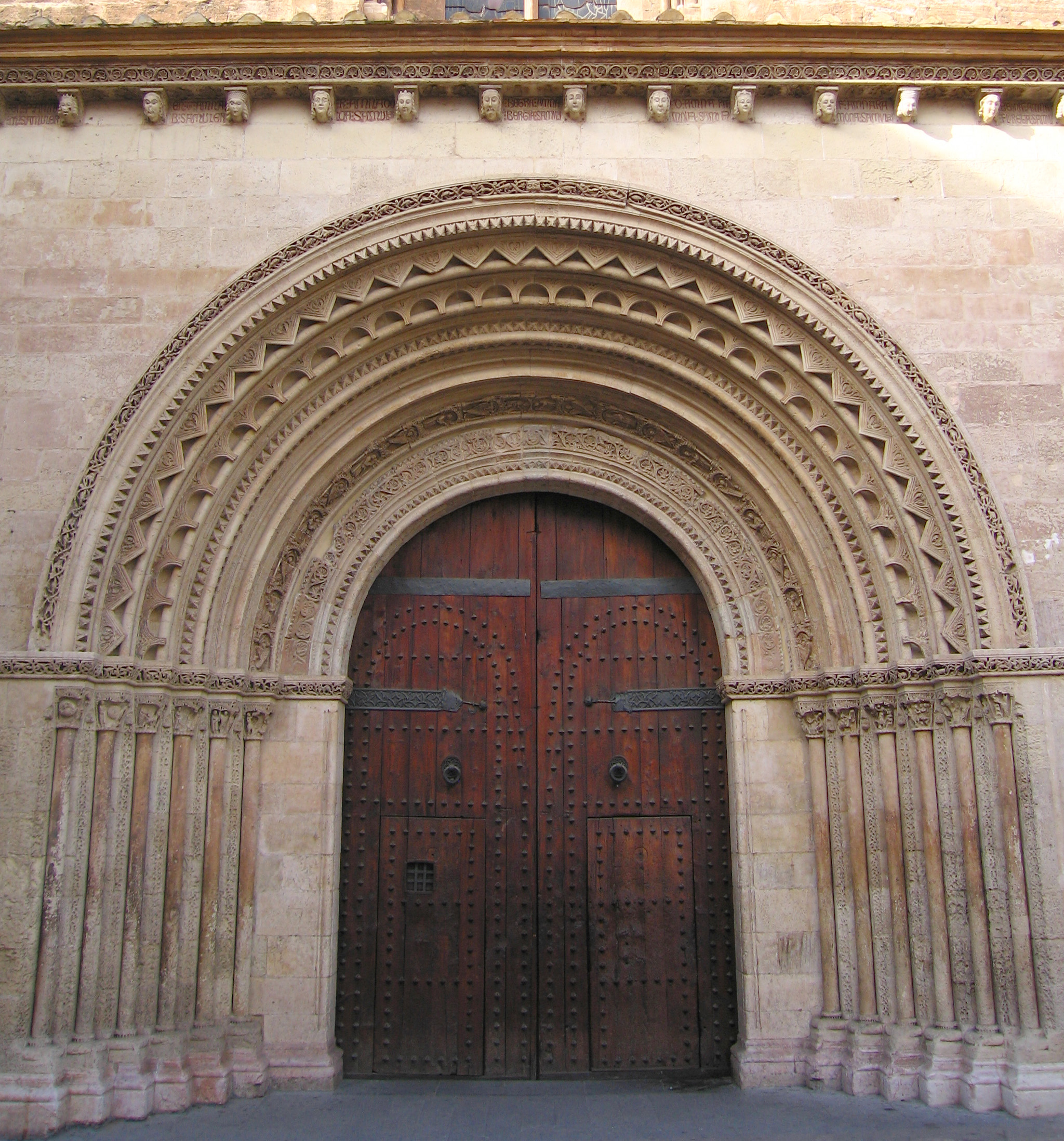
Porta de l'Almoina
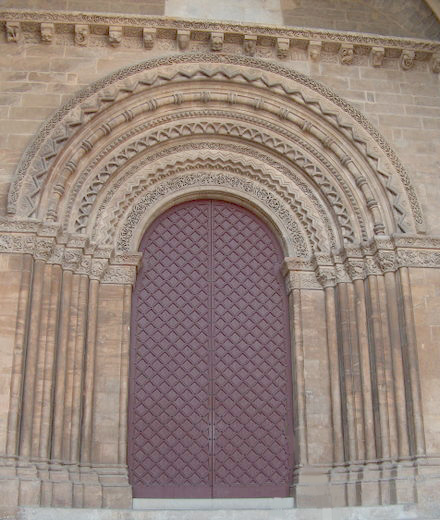
Porta dels Fillols (Seu de Lleida)
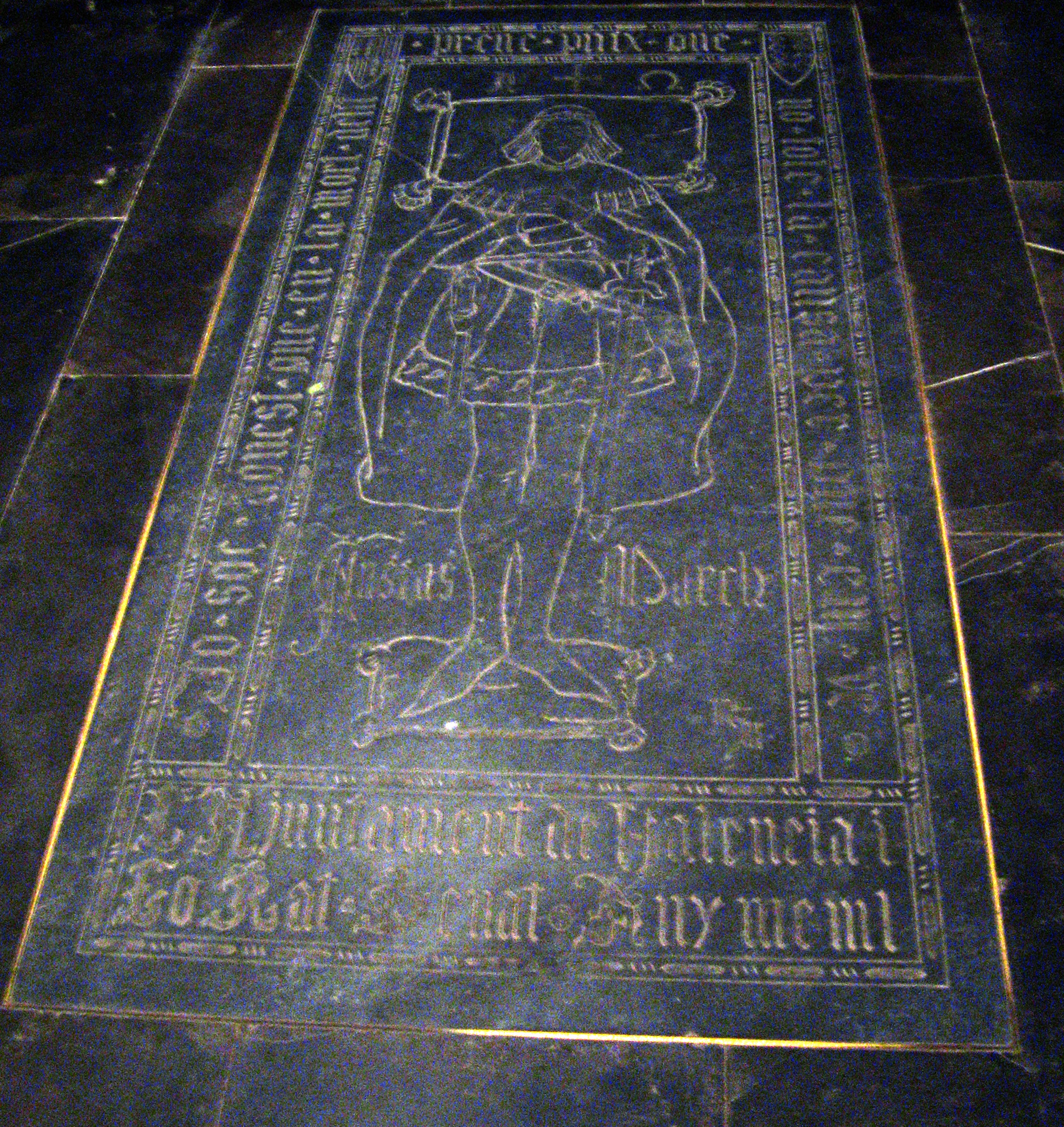
Tomba d'Ausiàs March

Sobre la porta es pot observar un finestral gòtic i un altre a la seua dreta, que havien estat ocults fins a l'última restauració de la catedral. Només entrar dins la catedral per la porta de l'Almoina, a mà esquerra, hi ha la tomba de l'il·lustre Ausiàs March. Es tracta d'una làpida col·locada en 1950 per lo Rat Penat i l'Ajuntament de València en reconeixement d'aquest poeta (que es suposa que està soterrat en algun lloc de la seu) amb una inscripció d'un dels seus poemes, que diu: «Jo sóc aquest que en la mort delit prenc, puix que no tolc la causa per què em ve». No se sap on està soterrat Ausiàs March, i hi ha tres possibles tombes: la de la seu de València, en la col·legiata de Gandia (la Safor) i en el convent de Sant Jeroni de Cotalba en Alfauir (la Safor).

### Capelleta de Sant Jordi

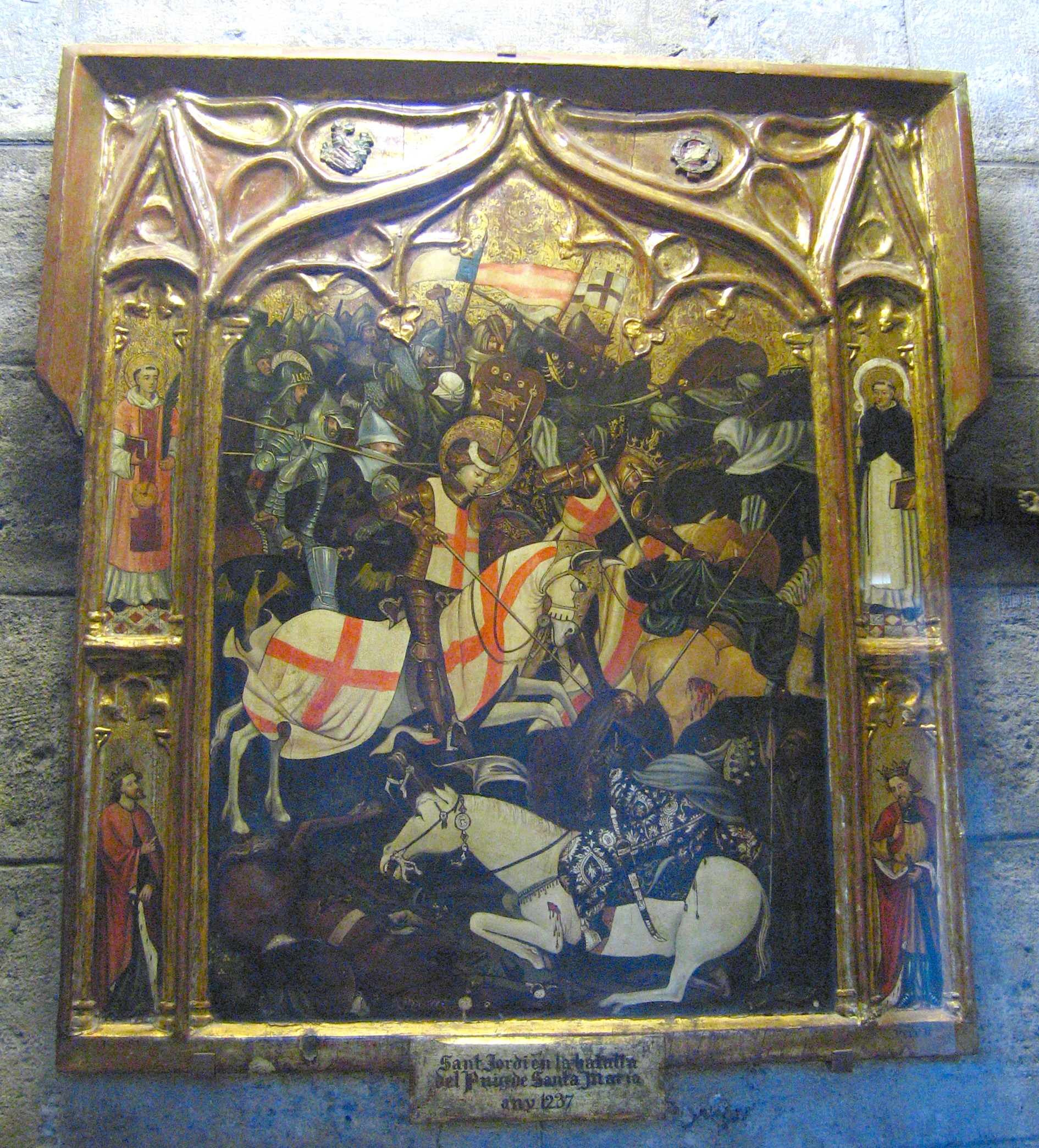
Sant Jordi en la Batalla del Puig

Si caminem des de l'Almoina deixant la catedral a la nostra esquerra trobarem tot just davant de les ruïnes de l'Almoina una petita capella, la de Sant Jordi. Segons les cròniques, el 9 d'octubre de 1238, conquistada la ciutat de València, Jaume I es va dirigir a la Mesquita Major, i va fer la primera missa en el lloc on hui hi ha la capelleta de Sant Jordi, adossada a la part exterior de l'absis.
En l'interior de la capella, sobre un altar, hi ha una taula gòtica, amb una pintura de sant Jordi i un rètol que diu: «Sant Jordi en la batalla del Puig de Santa Maria. Any 1237». Aquesta pintura és molt pareguda —en petita escala— al quadre que es conserva en el Victoria and Albert Museum de Londres i que allà es diu «Saint George in the Battle of Puig».

### Obra Nova
Si en passar la capelleta de Sant Jordi continuem fent la volta a la catedral per la nostra esquerra trobem un passadís de 1660 que uneix la catedral amb la basílica de la Mare de Déu dels Desemparats. Només passar-lo comença l'«Obra Nova», una galeria o tribuna d'estil renaixentista que coincideix amb la part exterior de la girola i que està obert cap a l'actual plaça de la Mare de Déu, que històricament rebia el nom de plaça de la Seu.
Aquesta tribuna de tres pisos amb arcades obertes, d'estil renaixentista (baix), toscà (enmig) i jònic (dalt) estava destinada a la contemplació dels espectacles públics, com ara processons i execucions per part dels canonges. Per això rep també el nom de «llotgeta dels Canonges» o «del Capítol». La seua construcció s'inicià el 1566, traçada per Gapar Gregori i construïda pel pedrapiquer Miquel Porcar.
En una de les restauracions de la Seu durant la segona meitat del segle xx fou suprimida la teulada d'aquesta Obra Nova i els balconets o columnetes ara resulten del tot incomprensibles, com una mena de teatre romà adherit a la Seu. Com a contrapartida, el cimbori ara es pot contemplar millor des de la plaça de la Mare de Déu.
|  |  |

### Porta dels Apòstols

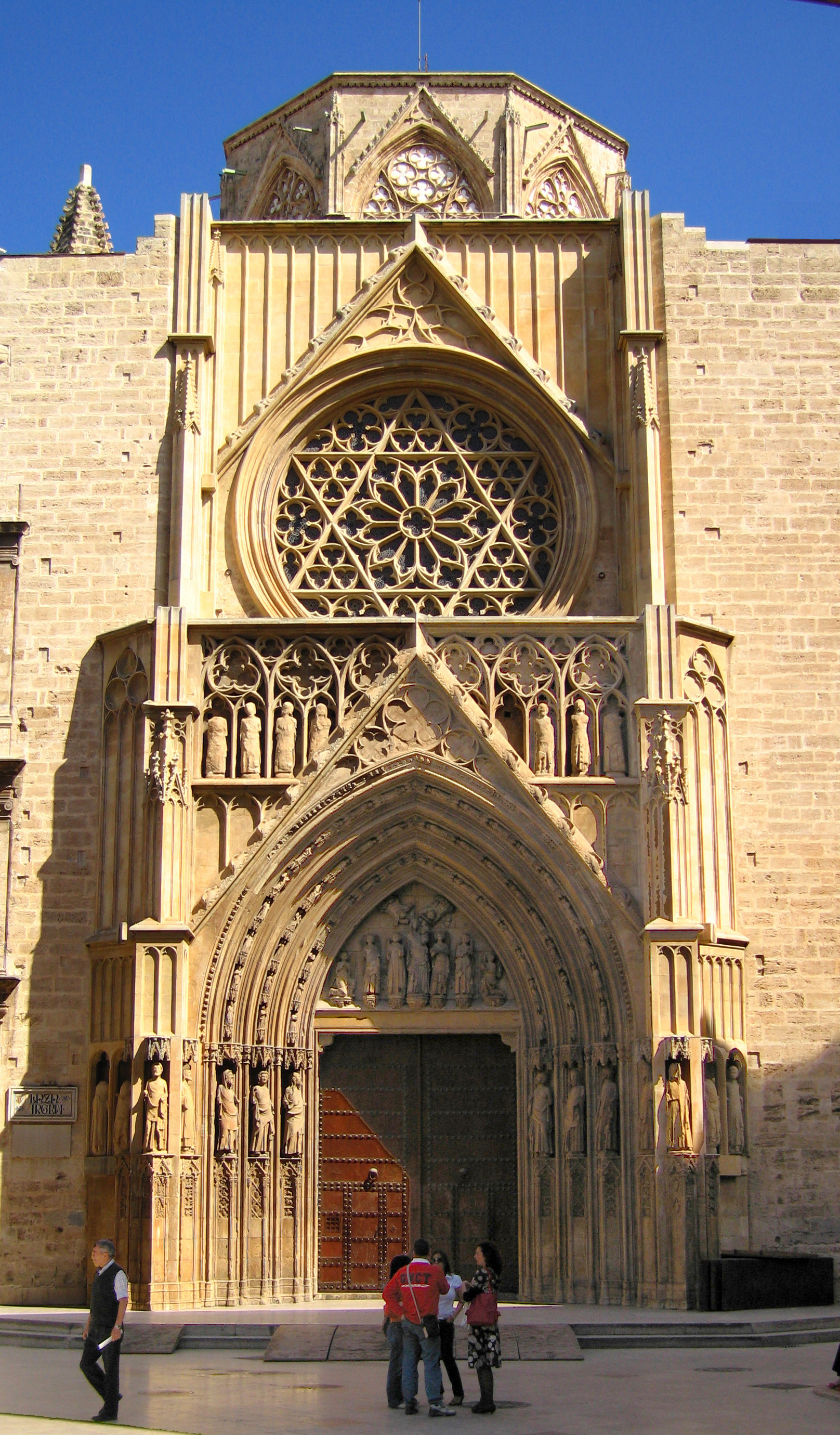
Porta dels Apòstols, amb Salomó al capdamunt

Només passar l'Obra Nova hi ha a la nostra esquerra la porta dels Apòstols, dita així per les estàtues dels dotze apòstols que alberga. D'estil gòtic francés, contrasta notablement amb la porta romànica de l'Almoina amb què confronta a l'altra banda del creuer. Se sap que en la seua construcció va treballar Nicolau d'Ancona o d'Autun des de 1303 i que el 1354 ja estava acabada. Fora qui en fora l'autor, era un mal coneixedor de la pedra del país, per tal com n'emprà una de trencadissa que es va degradar amb rapidesa i que va obligar a contínues reparacions, ja documentades en el segle xv. Durant els anys 1960 la porta fou completament restaurada i les figures originals —en molt mal estat de conservació— foren exposades en el museu de la catedral i substituïdes per còpies, que són les que hui decoren la porta.
La porta s'obri atrompetada sobre un mur ressaltat que li serveix d'enquadrament. Consta de tres arquivoltes ogivals decorades, respectivament, amb catorze estatuetes d'àngels (la interior), setze de sants i díhuit de profetes (l'exterior), col·locades les unes sobre les altres, seguint la direcció dels arcs i cadascuna amb els seus corresponents dosserets. Totes aquestes figures, en total 48, estaven policromades.
Aquestes tres arquivoltes recolzen sobre sis dosserets —tres a cada costat— que protegeixen sis estàtues d'apòstols recolzats, al seu torn, sobre pilars de secció prismàtica triangular les cares dels quals es decoren amb quadrifolis amb esfinxs de la Mare de Déu i de l'Arcàngel, en relleu, i diversos escuts del rei, familiars (com els Borja o els Centelles) i gremials. Els altres sis apòstols apareixen situats fora de l'arc, però sobre idèntics pedestals. En l'angle que forma la porta amb el mur de l'església, a un costat i a l'altre, apareixen, en sengles dosserets gòtics, les estàtues de sant Sixt i sant Llorenç i de sant Valeri i sant Vicent Màrtir. Els batents o fulles de les portes, els claus i la ferramenta de la porta són originals de 1438.
L'arquivolta queda emmarcada per un gablet abonat per arcuacions cegues amb estàtues. En la part superior de la façana, també dins d'un gablet, s'obri una gran rosassa de sis puntes, que representa l'estrela de David o Salomó, de 6,45 metres de diàmetre, constituïda per dos triangles equilàters entrellaçats en els intersticis de la qual figuren diversos adorns de traceria calada que emmarca vitralls policroms. Aquesta rosassa fou quasi totalment reconstruïda en els anys 1960 en haver patit el mal de la pedra. Com apunta Joan Fuster, aquesta estrela salomònica és bastant difícil d'explicar en l'entrada d'un temple catòlic.
En el timpà de la porta es troba la imatge de Santa Maria, sota l'advocació de la qual fou consagrada la catedral, amb el xiquet en braços i envoltada de huit àngels músics; abans de 1599 aquesta imatge de la Mare de Déu del timpà es trobava en el mainell, de manera molt similar a la que hi ha a l'església arxiprestal de Morella.
Al peu de la porta dels Apòstols es reuneix tots els dijous a les 12 del matí, el Tribunal de les Aigües, relíquia secular de l'administració de justícia corresponent al dret d'aigües en l'horta de València. Probablement ja es reunia en aquest mateix lloc quan l'actual catedral era encara mesquita.

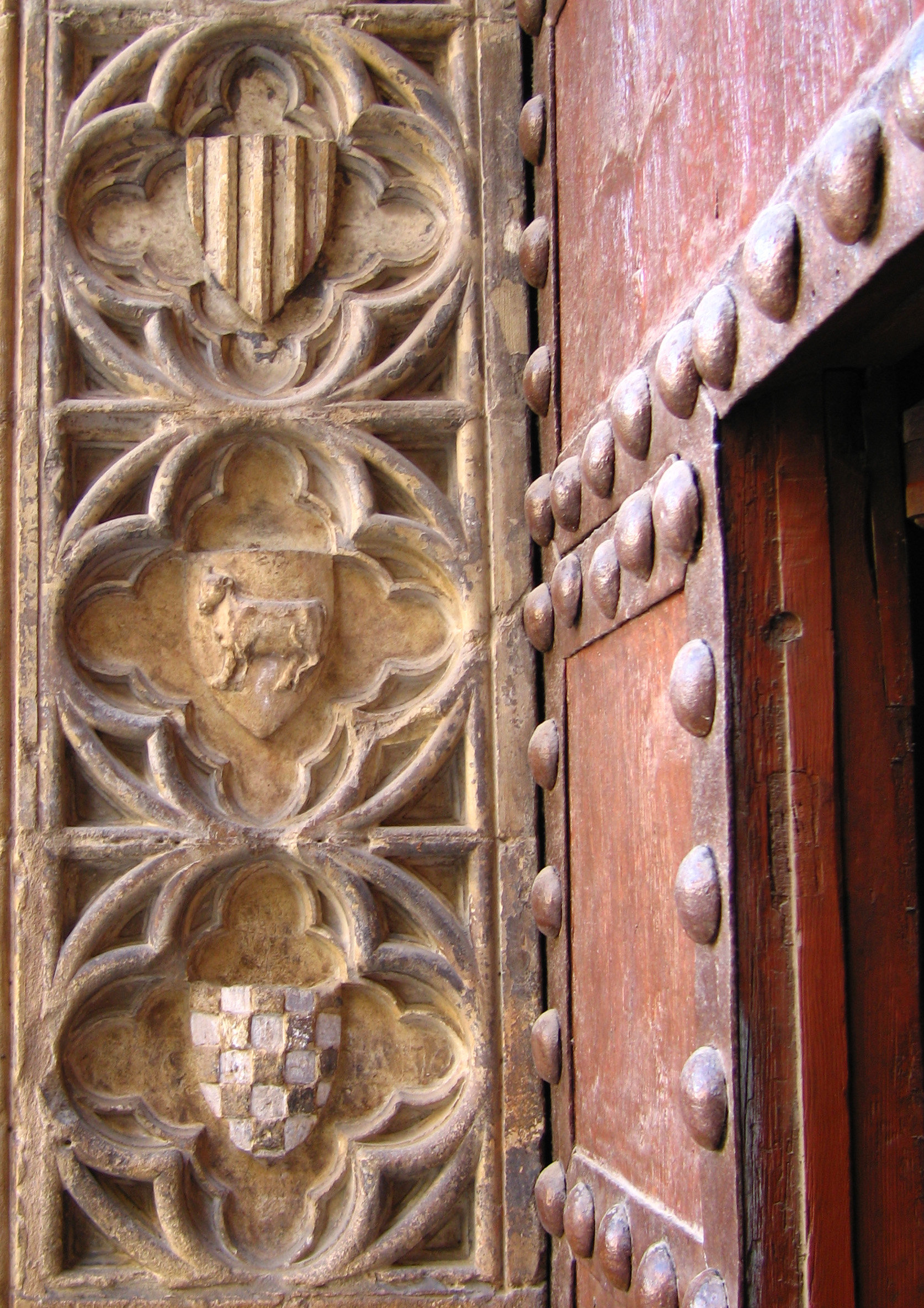
De dalt a baix: escut del rei, dels Borja i dels Centelles
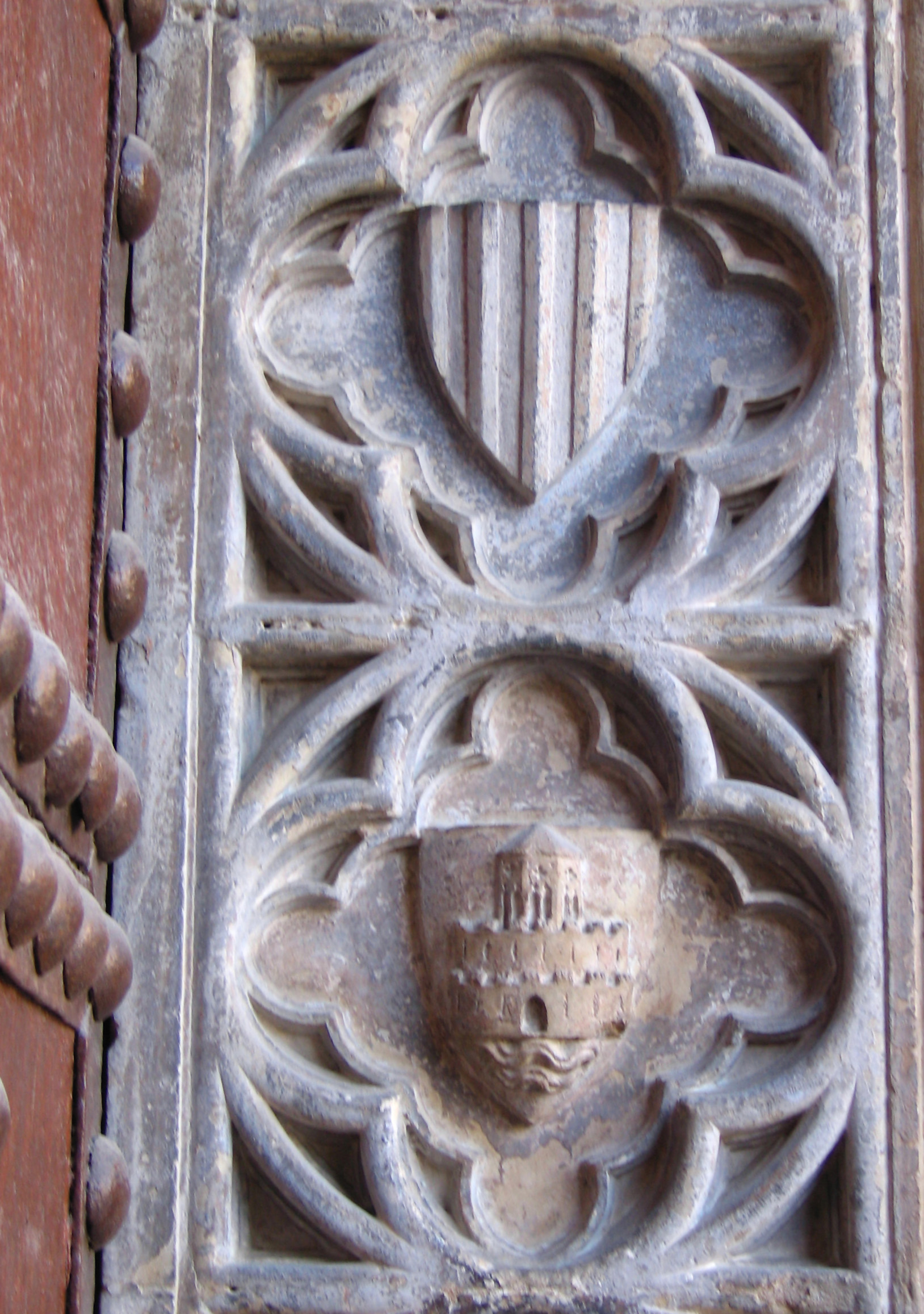
De dalt el del rei i baix el de la ciutat en temps de Jaume I
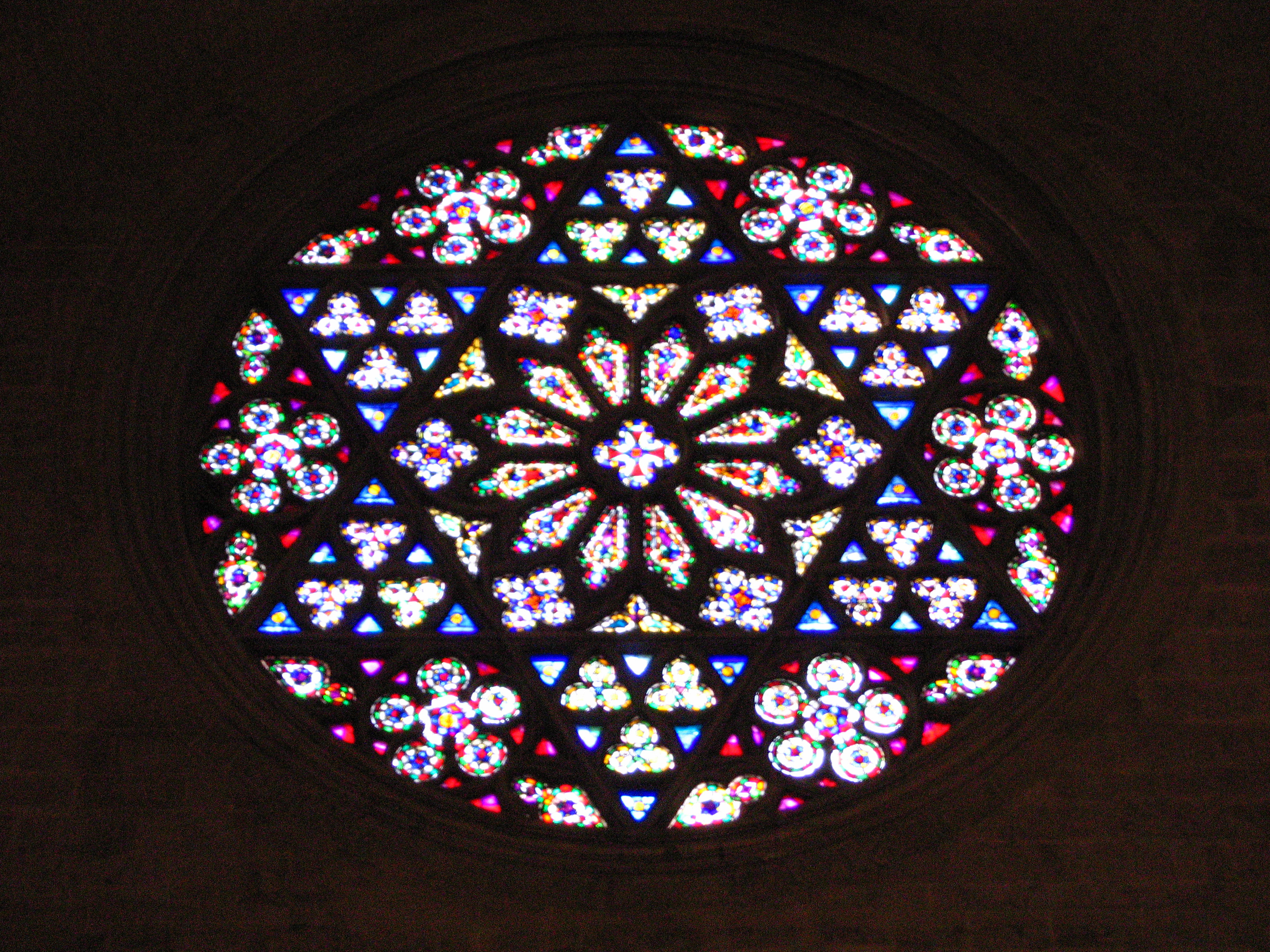
Estrela de David o Salomó sobre la Porta dels Apòstols
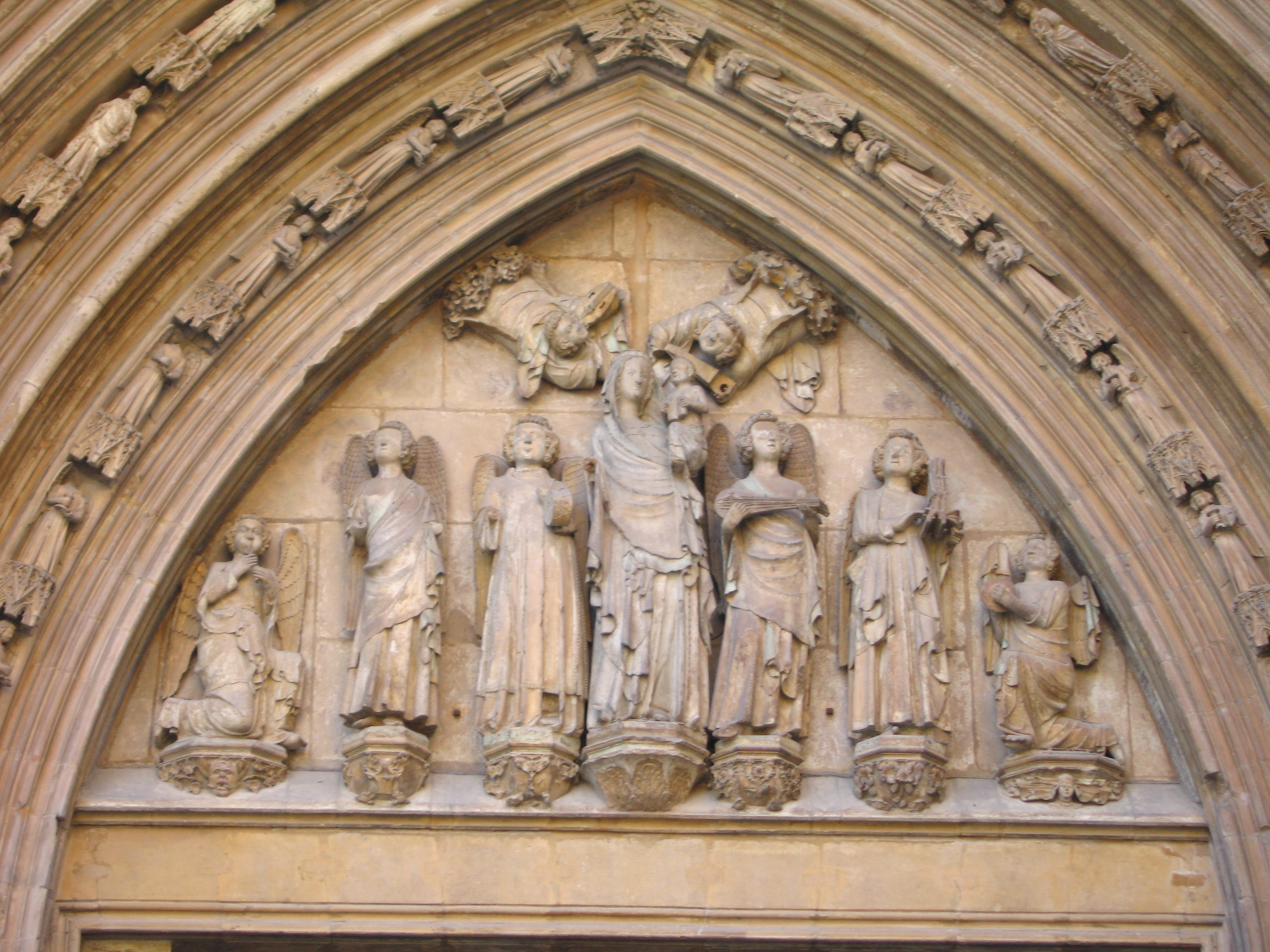
Timpà amb l'estàtua de Santa Maria, abans situada en el desaparegut mainell

### Micalet o Miquelet

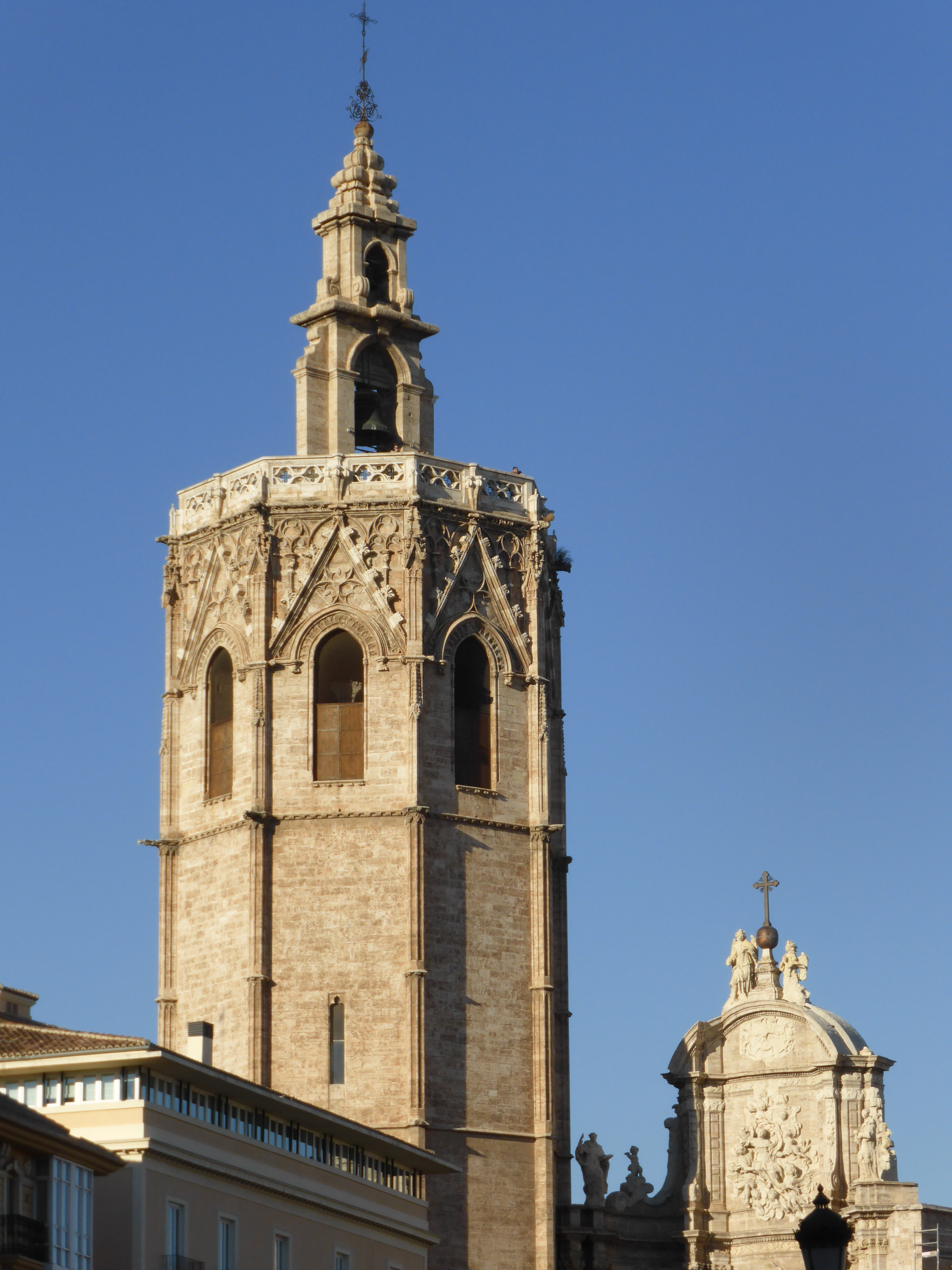
El Micalet.

Des de la Porta dels Apòstols, si deixem la plaça de la Mare de Déu a la nostra dreta i ens enfilem pel carrer del Micalet, farem cap a la torre campanar del Micalet o Miquelet, entranyable emblema sentimental per als valencians, i probablement el monument més característic de la ciutat. Fou iniciat el 1381 per Andreu Julià, i per commemorar aquest fet es va gravar una inscripció —quasi il·legible hui dia— sobre la base de la torre que diu: «Aquest campanar fonch comensat en l'any de la Nativitat de Nostre Senyor Deu Jesuchrist MCCCLXXXI. Reynant en Aragó lo molt alt rey En Pere. Estant en Bisbe en Valencia lo molt alt en Jaume fill del alt infant En Pere e cosin germa del dit rey». Andreu Julià deixà l'obra el 1396 i el 1402 la reprengué Josep Franch. El 1414 se'n feu càrrec de l'obra Pere Balaguer, que n'és l'autor de la bella decoració de l'últim cos.
El 1424 l'arquitecte Martí Llobet fou l'encarregat de dur a terme el hui desaparegut ampit de la torre, el qual, de traceria calada gòtica, fou destruït en el segle xviii, i substituït per una barana metàl·lica a principis del segle xx. El 1983 se'n feu un de nou de pedra que és el que hui podem veure, obra de F. Pons Sorolla, de tipus neogòtic, a partir de fragments trobats de l'antic. Pel que fa al coronament de la torre, hi hagué un projecte d'agulla gòtica ideat per Antoni Dalmau el 1453, però mai no es construí; en el seu lloc es bastí una estructura provisional de fusta per a albergar i sostenir les campanes, que romangué així fins que s'alçà l'espadanya barroca (1660-1736) que hui podem contemplar. El Micalet, acabat el 1425, fou anomenat inicialment «campanar Nou», per a diferenciar-lo del campanar vell, que era una modesta torre d'estil romànic hui desapareguda, que es trobava en el carrer de la Barcella, al costat de la porta de l'Almoina. El nom que triomfà per a designar el monument, però, fou «torre del Micalet», pel nom popular de la campana grossa que toca les hores, i que fou beneïda el 29 de setembre del 1418, diada de Sant Miquel, la qual cosa explica el nom cordial de Miquelet o Micalet amb què els valencians la designen.
Presenta un estil marcadament gòtic català, i podria estar inspirat en la torre de la seu de Lleida, que és tan sols una mica anterior i presenta una estructura i alçària similars, per bé que en aquesta segona sí que es bastí el remat gòtic que li manca al Micalet. Està dividit en quatre cossos, dels quals només el de més amunt està decorat, sobre el buit de les campanes amb el trenat ogival d'unes motlures. Aquest prisma octogonal fa una alçària total de 50,85 m, que equival al seu perímetre exacte. Dos-cents set graons de pedra, a través d'una angosta escala de caragol, ens menen al peu de l'espadanya final, la qual eleva l'alçada de la torre a uns 60 m. Des d'allà es contempla una vista que, en dies clars de ponent o mestral, abraça fins al Montgó, pel sud, i fins més enllà del Desert de les Palmes, pel nord.
Abans del 1480 estava exempt de la resta de la Seu, però gràcies a la prolongació de les naus realitzada per Francesc Baldomar a partir de 1458 i per Pere Comte des de 1476, quedà definitivament unit. Al llarg de la seua història, el Micalet va complir funcions de far, torre de vigilància, i fins i tot plataforma per a castells de focs artificials. La ciutat anava a càrrec de les il·luminacions que es feien per les festivitats extraordinàries. Per a més informació, consulteu la veu Micalet.

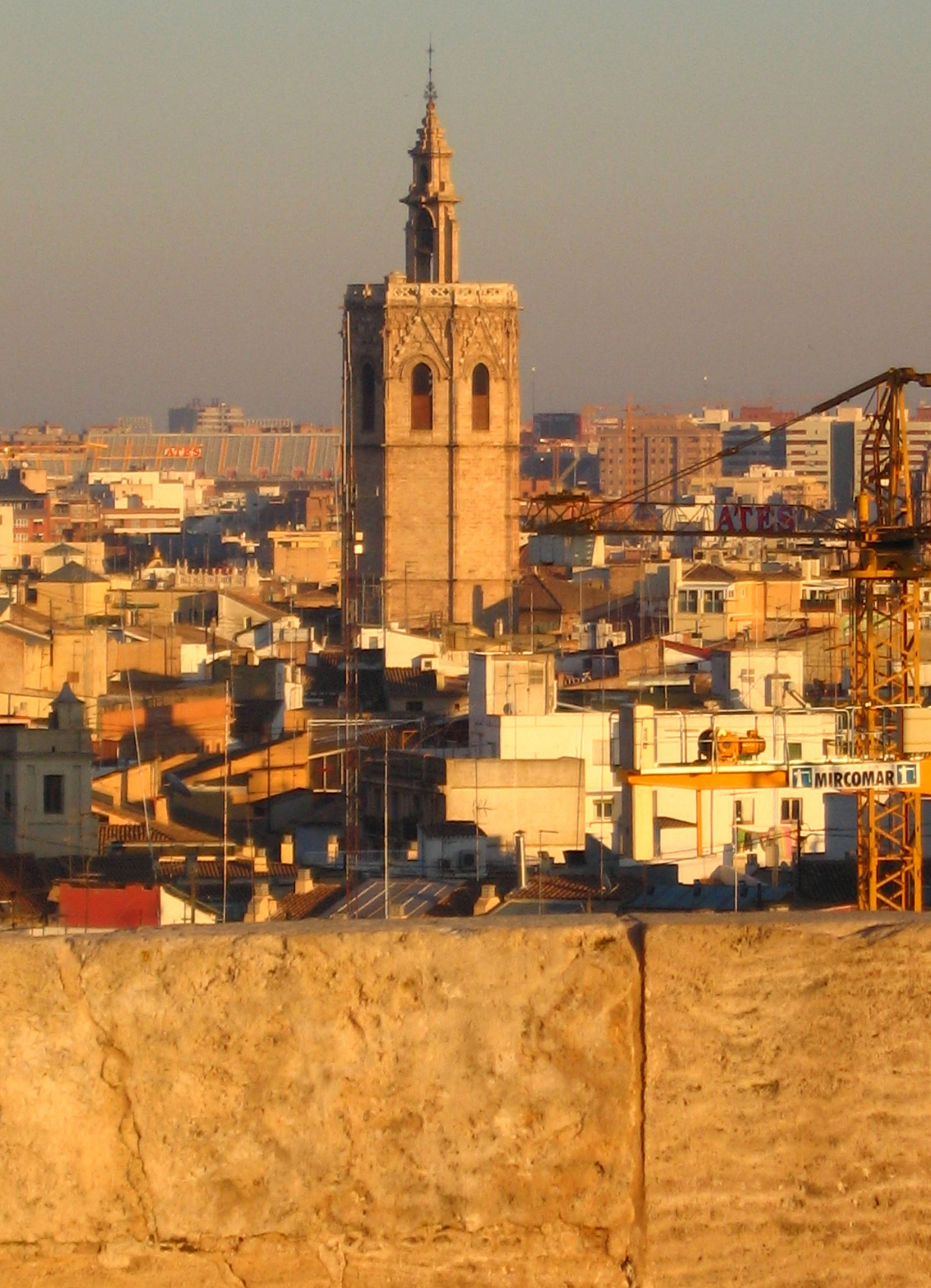
El Micalet des de la Porta de Quart
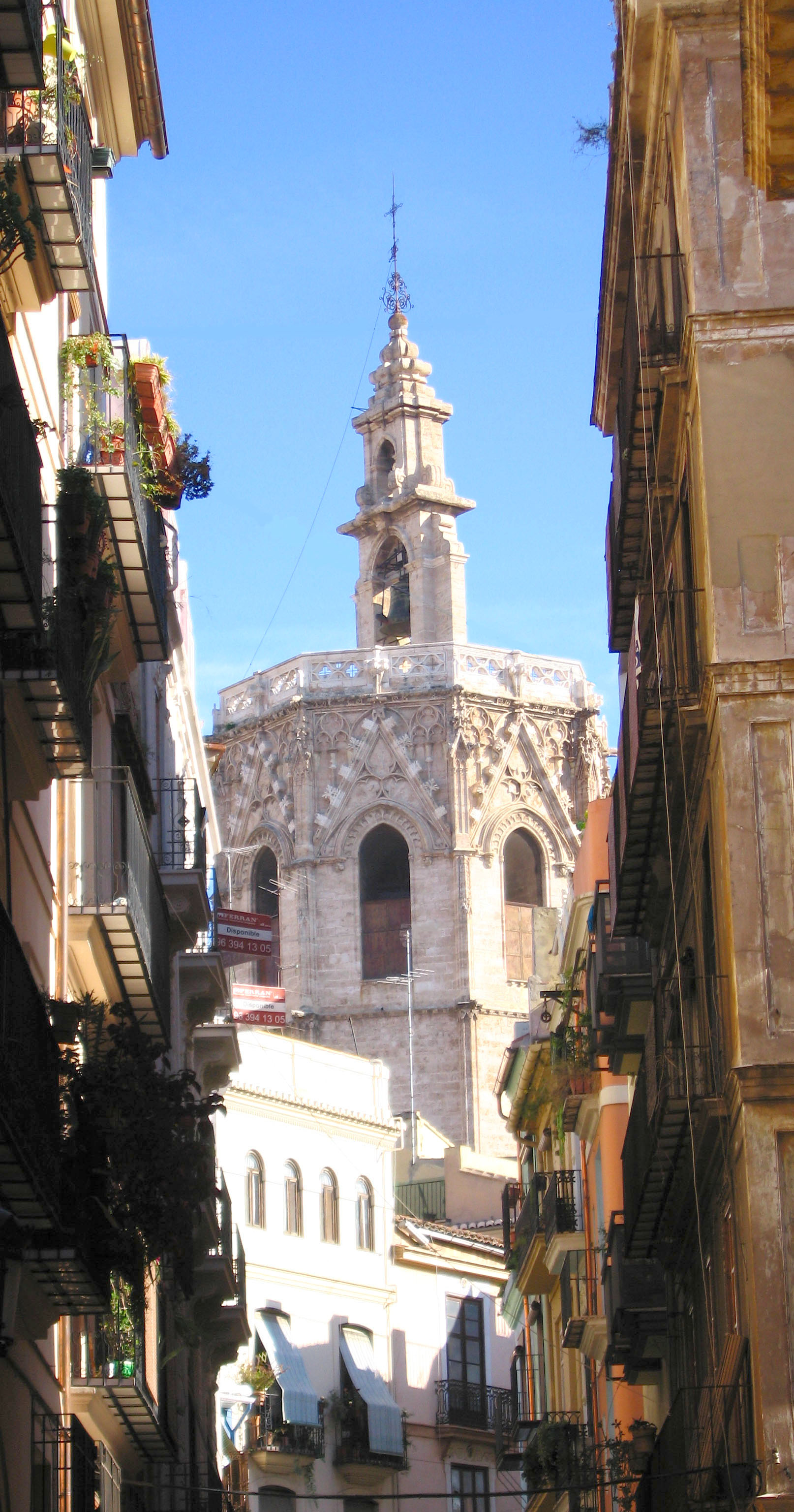
El Micalet des de la Corretgeria
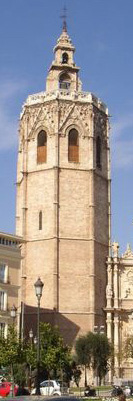
El Micalet, amb remat barroc
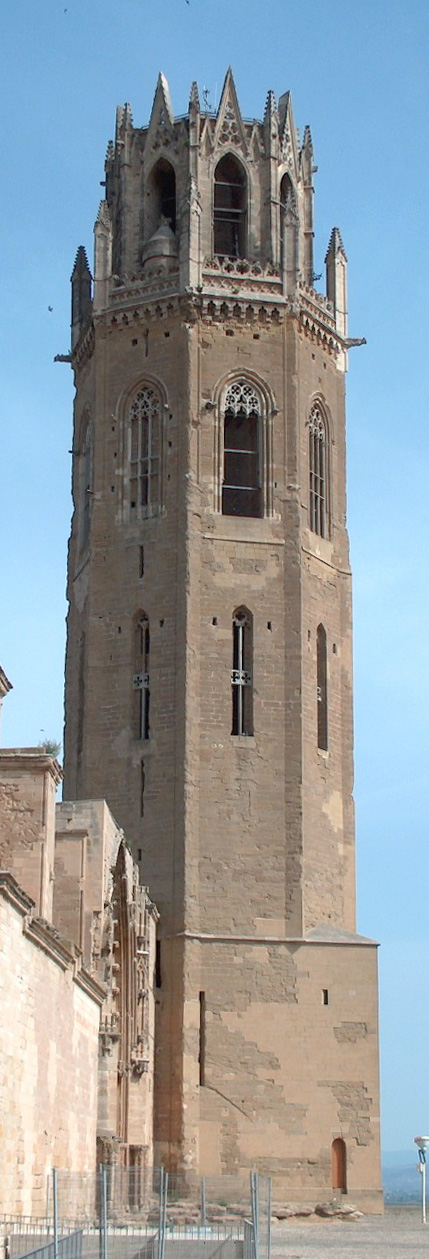
Campanar de la Seu de Lleida, amb remat gòtic

### Porta dels Ferros
Al costat mateix del Micalet hi ha la porta principal, dita dels Ferros per la reixa de ferro que circumda l'atri d'entrada. És la més moderna, iniciada el 1703 per l'escultor i arquitecte alemany Konrad Rudolf. Va arribar a València amb l'arxiduc Carles d'Àustria, però en finalitzar la guerra de Successió se'n va anar amb ell, ja que era el seu escultor de cambra, i va deixar paralitzades les obres en 1707, que foren acabades en 1713 pels seus deixebles Francesc Vergara «el Vell» i Francesc Stolz. Altres escultors que hi van intervenir foren Andreu Robles i Ignasi Vergara i els pedrapiquers, Josep Mines i Domingo Laviesa.
|  |  |

Aquesta porta és de notable interés pel seu plantejament encertat i atrevit dins del context hispànic de l'època. Es tracta d'un dels pocs exemples de l'aplicació del barroc arquitectònic italià, de planta ondulant i en moviment, a l'estil de Bernini o Borromini, a diferència dels edificis barrocs espanyols de l'època, de tipus xorigueresc, amb planta tradicional i gran profusió decorativa.
La Porta dels Ferros, que s'assembla a un retaule de forma còncava, fa més de 36 metres d'alçària. Quan es va construir pretenia crear la il·lusió òptica d'una major sensació d'espai en un lloc realment molt xicotet —a la manera de Bernini o Borromini—, ja que fou concebuda per a ser vista des de l'estret carreró (de Saragossa) que hi feia cap. Hui aquest carrer ha desaparegut en eixamplar-se la plaça de la Reina i la seua forma retorçuda en una plaça gran resulta del tot incomprensible.
La porta dels Ferros, que està precedida per un atri que limita una reixa de ferro, també barroca, es desenrotlla en tres cossos superposats: 
En el primer, hi ha tres columnes a cada costat de la porta, amb fusts decorats i capitells corintis, realitzats per Konrad Rudolf entre els que s'obrin sengles fornícules amb les estàtues de sant Tomàs de Villanueva i sant Pere Pasqual, obra de Francesc Stolz. Sobre l'arc d'entrada destaca un baix relleu, atribuït a Ignasi Vergara (fill de Francesc) que representa l'anagrama de la Mare de Déu, amb glòria d'àngels i altres adorns, i emmarcat sobre una petxina d'estil rococó.
El segon cos, més reduït, té quatre columnes del mateix orde, en l'intercolumni del centre, una rosassa oval, i en els laterals, les estàtues de sant Llorenç de Francesc Stolz i de sant Vicent Màrtir, obra de Konrad Rudolf, i medallons amb els busts dels papes valencians, Calixt III i Alexandre VI, amb figures al·legòriques: als peus del primer la caritat i la justícia, i als del segon l'esperança i la fortalesa; totes aquestes són obra de Francesc Vergara.
En el tercer cos, de menors dimensions, es representa l'Assumpció de la Mare de Déu en un alt relleu atribuït a Ignasi Vergara i, en àtic, el símbol de l'Esperit Sant en relleu davall un frontó partit, i en els seus extrems, les escultures de sant Lluís Bertran i sant Vicent Ferrer, obra de Stolz.

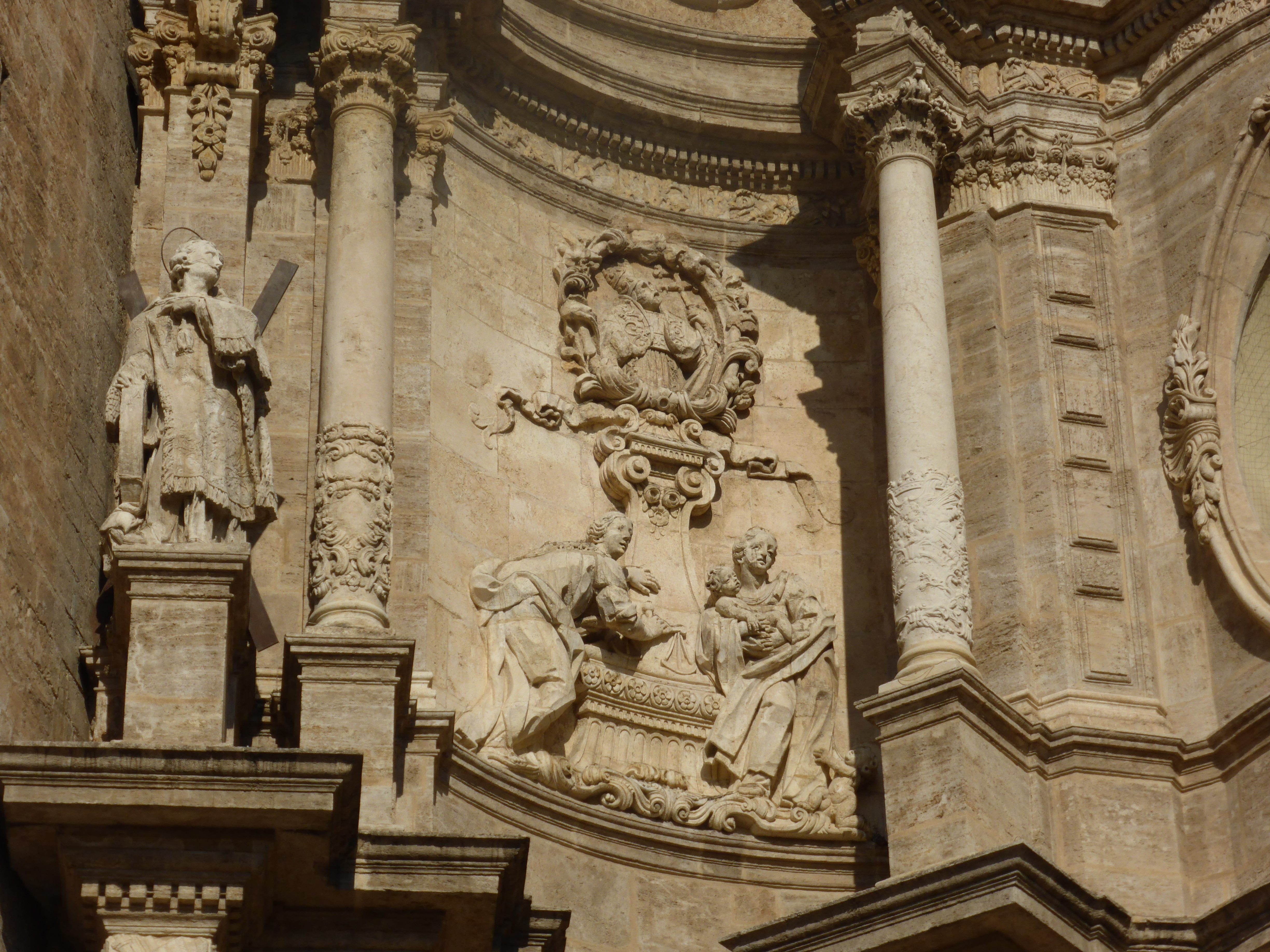
Medalló de Calixt III, amb la caritat i la justícia, de Francesc Vergara
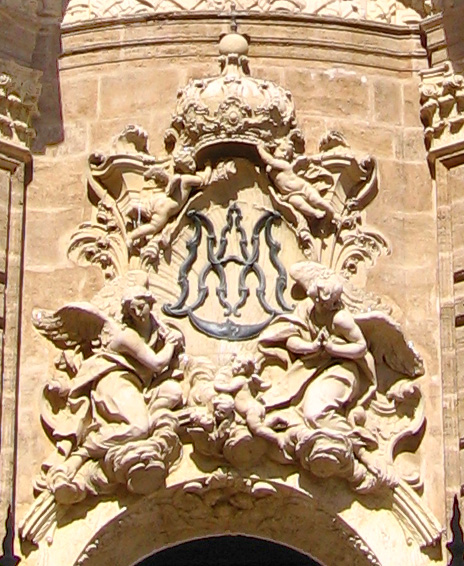
Emblema de la Mare de Déu, amb glòria d'àngels, d'Ignasi Vergara
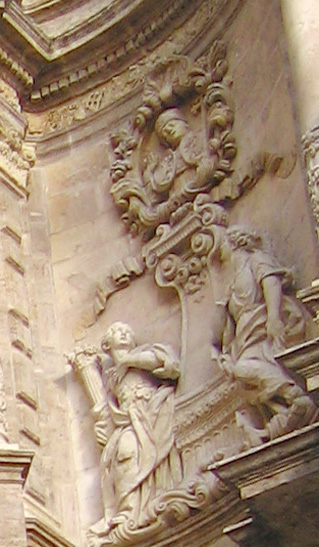
Medalló d'Alexandre VI, amb l'esperança i la fortalesa, de Francesc Vergara
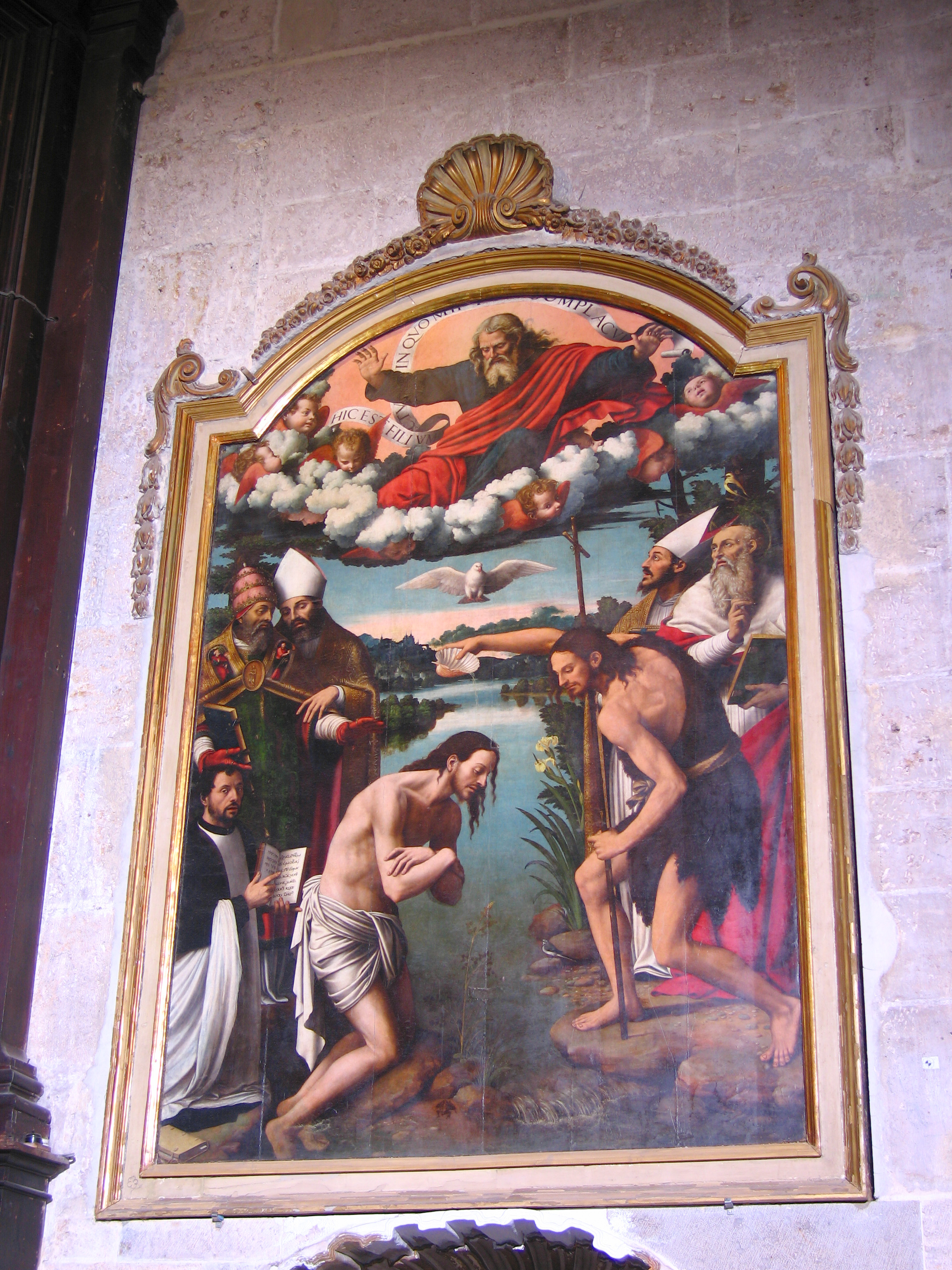
Baptisme de Crist en el riu Jordà per Joan el Baptista, de Vicent Macip

Remata el conjunt una creu de ferro sobre una esfera de bronze entre dos àngels de pedra. La pedra d'aquesta portada procedeix de les pedreres de Benigànim, Montcada i Riba-roja de Túria.
Només entrar dins de la catedral per la porta dels Ferros, en el mur esquerre i sobre la pica baptismal, hi ha el cèlebre quadre de Vicent Macip dit «Bateig de Crist en el riu Jordà per Joan el Baptista» (1535). Dins del quadre, assisteixen a l'acte de bateig quatre doctors de l'església i el donant del quadre, el venerable Agnesi, mentre des del cel, Déu envia l'esperit sant sobre el fill.
Per a tornar a la porta de l'Almoina i completar tota la volta a la Seu, continuarem deixant-la a la nostra esquerra, rodejant la capella del Sant Calze, passant davall d'un passadís de 1357 que uneix la catedral amb el Palau Arquebisbal, per damunt del carrer de la Barcella, i a pocs metres toparem de nou amb l'Almoina.

## Interior de la Seu

### Girola

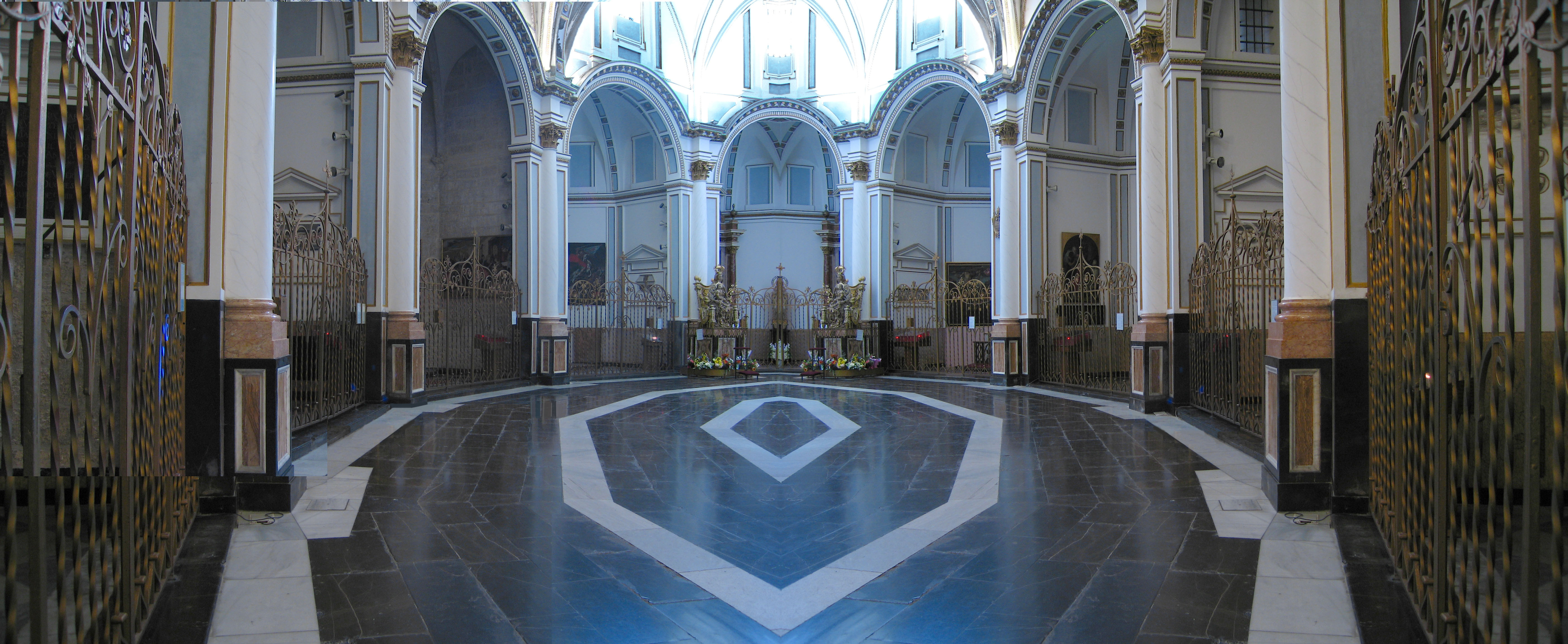
Muntatge fotogràfic per mostrar les capelles que formen la girola

És una de les parts més antigues de la catedral, ja que per ací és per on es començà la construcció el 1262. La girola, espai destinat perquè els fidels puguen deambular a través de les capelles sense interrompre el culte de l'Altar Major, no és un element molt habitual a les esglésies de València, per tal com només apareix a la Seu i a Santa Caterina.
Primitivament es podia contemplar l'Altar Major a través dels arcs del presbiteri (com encara hui a l'església de Santa Caterina), però es van cegar arran de la reforma barroca de l'absis del segle xvii.
La girola compta amb huit capelles originalment gòtiques, però arran de la reforma neoclàssica projectada en 1771 per Antoni Gilabert foren cobertes d'estucs i altres afegitons. Amb la repristinació iniciada el 1972 algunes de les capelles han recuperat parcialment la pedra original.
En el deambulatori, enfront de la sagristia, es troben les campanes conegudes com del rogle (roda de campanes) que s'utilitzen cada dia, així com dues campanetes més d'avisos, que segons la tradició hi foren dutes per Jaume I el 1238 per a marcar la nova cultura sonora dels cristians, ben diferent de la musulmana.

#### Capelles de la girola
- Capella de la Mare de Déu del Rosari. Neoclàssica d'Antoni Gilabert i Llorenç Martínez. S'hi troba el sepulcre d'En Berenguer Guillem d'Entença, oncle de Jaume I.

- Capella de la Mare de Déu del Puig. Neoclàssica d'Antoni Gilabert i Llorenç Martínez. Amb la pintura de la Mare de Déu del Puig d'Agustí de Ridaura (deixeble de Ribalta) i davall una representació de la ciutat de València del s. xviii. També dos llenços (Sant Antelm i Sant Hug de Lincoln) de Ribalta.

- Capella de Sant Rafel Arcàngel. Neoclàssica d'Antoni Gilabert i Llorenç Martínez.

- Capella del Crist de la Bona Mort. Neoclàssica d'Antoni Gilabert i Llorenç Martínez. El crist Crucificat s'atribueix a A. Cano o a Joan Muñoz i és del s. xvii, els fons del retaule s'ha atribuït a Baccio Bandinelli o al Mestre d'Alzira, és d'estil manierista. A l'esquerra de la capella es troba el sepulcre del tercer bisbe de València, Andreu d'Albalat qui va iniciar la construcció de la catedral.

- Capella de Sant Jaume Apòstol. Neoclàssica d'Antoni Gilabert i Llorenç Martínez. Fou en aquesta capella on es col·locà la primera pedra de la catedral.

- Capella de la Mare de Déu del Pilar. En aquesta capella s'ha suprimit la decoració neoclàssica i es pot observar el gòtic original (s. xiii). Sepulcre gòtic de Raimon Gastó, bisbe de València al s. xiv. A les parets hi ha pintures sobre taula de Joan de Borgonya.

- Capella de Sant Jacint Castanyeda. Neoclàssica d'Antoni Gilabert i Llorenç Martínez. L'urna sota l'altar guarda relíquies de religiosos morts durant la Guerra Civil espanyola, beatificats com a màrtirs. Al mur de la dreta, hi ha el sepulcre gòtic del canonge Pere Esplugues.

- Capella de Sant Donís i Santa Margarida. L'any 1961 es va eliminar la decoració classicista d'Antoni Gilabert i Llorenç Martínez quedant amb el seu aspecte actual que mostra el gòtic del segle xiii. Era l'antiga capella de Sant Lluís Bisbe, i també s'hi van traslladar els llenços de Vicent López Portaña a la seua ubicació actual. El gran retaule gòtic de Sant Donís i Santa Margarida prové de Sant Joan de l'Hospital.

#### Capella de la Resurrecció

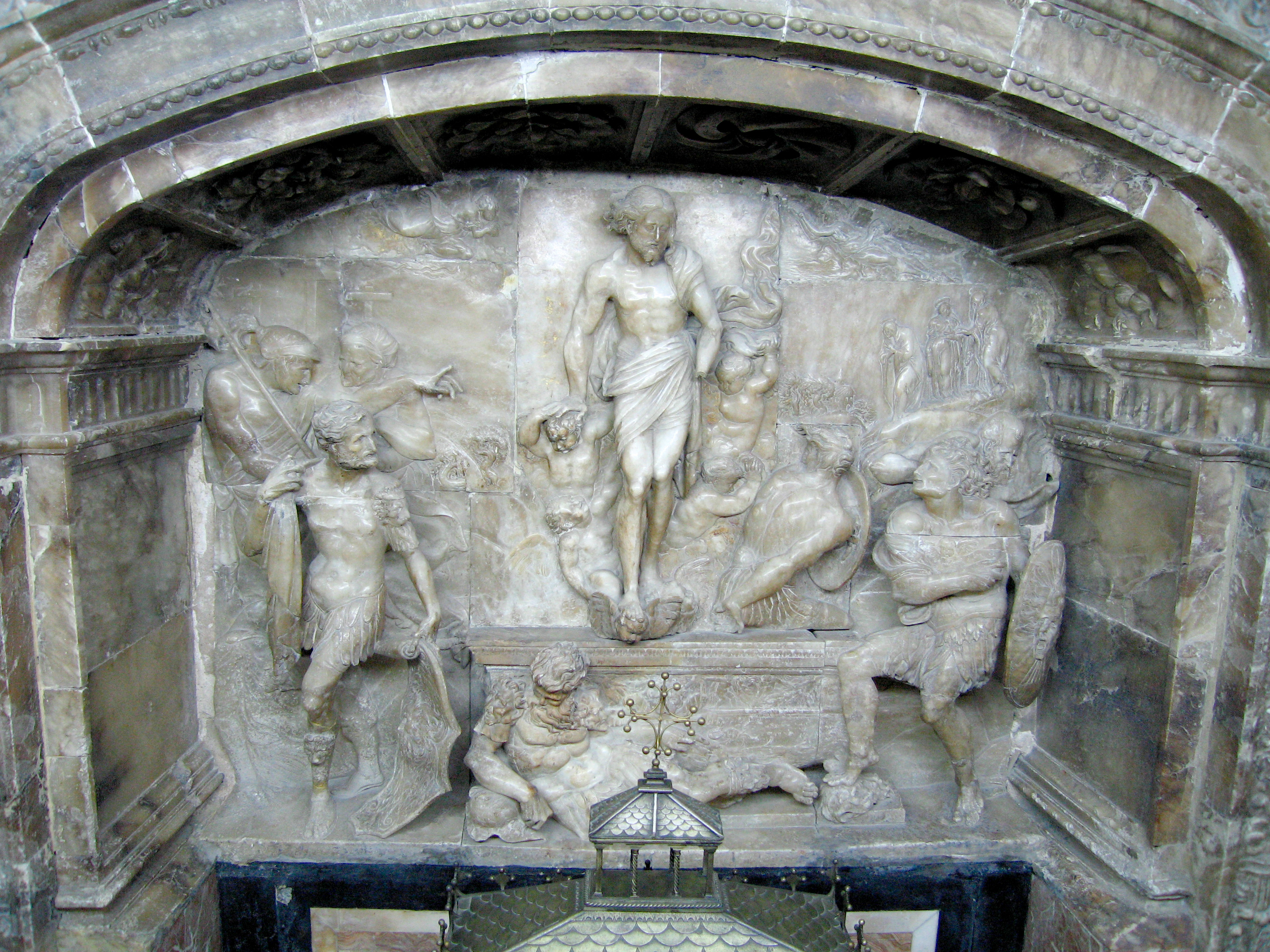
Detall de la capella de la Resurrecció

La Capella de la Resurrecció, popularment coneguda com la Coveta es troba al reraltar de la catedral. Cap a l'any 1510 es construí el magnífic pòrtic d'alabastre. El pòrtic s'adapta a l'enfront poligonal del presbiteri amb tres arcs, els dos laterals de mig punt i el central i més gran, rebaixat. S'articula amb pilars, columnes i entaulament, tot ornamentat amb elements renaixentistes que recorden els motius de l'orgue immediat (dissenyat per Yáñez de la Almedina), com ara, rètols als arcs, àguiles amb les ales desplegades i cap girat sobre garlandes de carnosos fruits als carcanyols, grotescos en els daus de les pilastres (vasos amb peu d'urpa, querubins, grius, àguiles, mascarons enfrontats, volutes vegetalitzades), rosetes a l'intradós dels arcs, els capitells són d'ordre compost, fusts amb èntasi, escotadures foliades i llaços suspesos.
Destaca el tractament estereotòmic del conjunt, amb la ubicació del pòrtic sobre una planta trasavada que obliga a disposar obliquament els arcs laterals en relació amb el pla del parament. Aquests arcs esbiaixats amb perspectiva fabricada, serien una de les primeres temptatives de declinar l'innovador estil, el renaixement, en l'art de tallar pedra, que fins llavors només s'havia emprat en gòtic.
En l'interior de la capella hi ha un bell alt relleu renaixentista de la Resurrecció de Crist, fet també en pedra alabastrina polida i abrillantada. La manà fer el llavors bisbe cardenal de València Roderic de Borja, futur papa Alexandre VI, en memòria del seu oncle Calixt III. Conserva restes de policromia i del daurat que el decoraven i ha estat atribuït successivament a Damià Forment, Pedro Berruguete i altres, però finalment s'ha documentat com de Gregorio Pardo, fill de Felipe Vigarny.

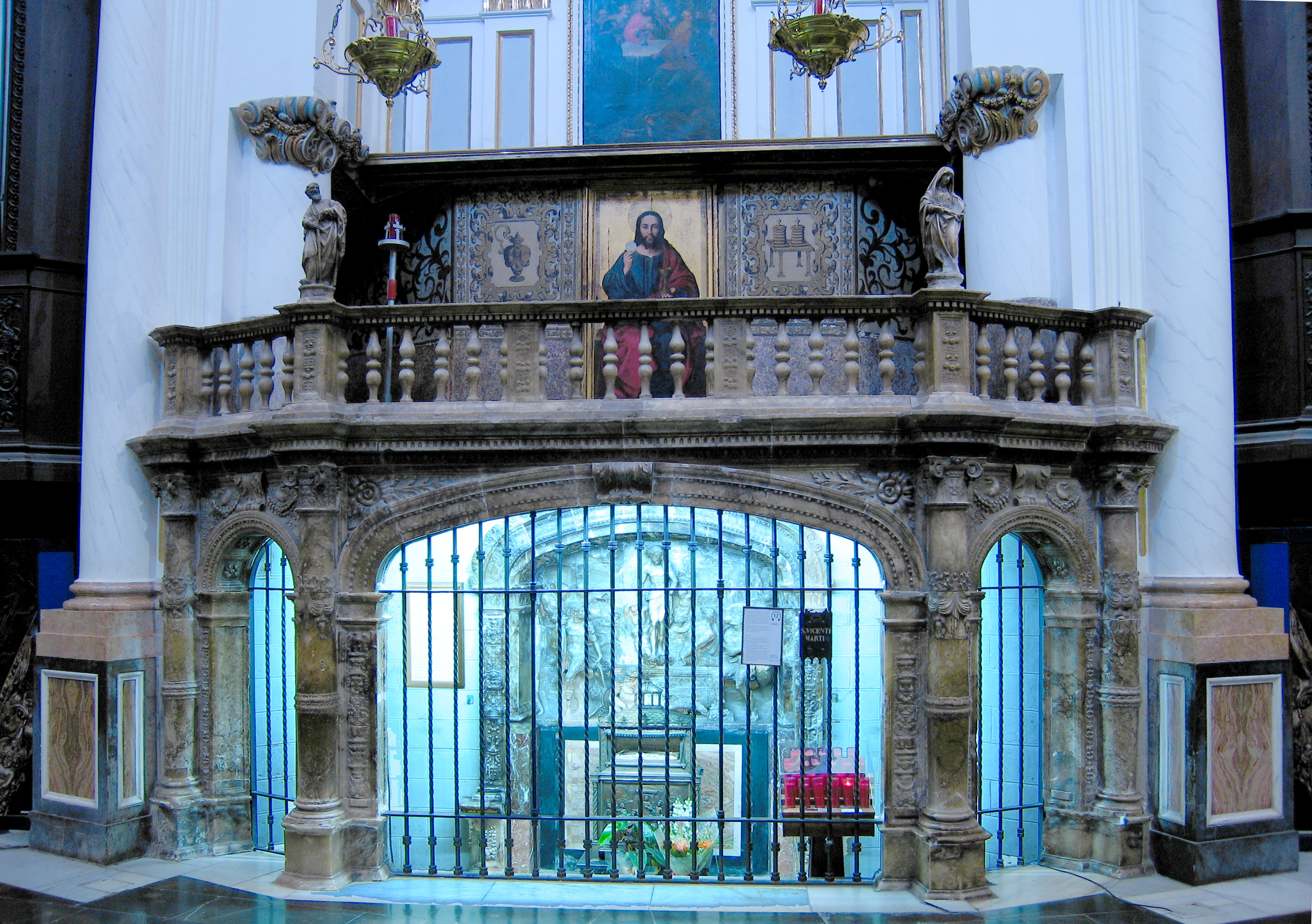
Capella de la Resurrecció

En el centre del relleu hi ha la figura de Crist Ressuscitat eixint del sepulcre acompanyat de diversos àngels, mentre que diverses figures que representen els guàrdies gesticulen espantats i altres personatges no identificats s'agiten de forma violenta. La incorporació de tots aquests personatges pareix que té la clara intenció de fer una sensació de moviment i profunditat a l'escena, i de crear en l'espectador una sensació de dramatisme.
Cal dir que dins d'aquesta capella es troba exposat l'anomenat braç incorrupte de sant Vicent Màrtir, que fou donat a la catedral en 1970. D'aquest sant, diaca de Saragossa, diu la tradició que fou martiritzat en València cap a l'any 304, fet arran del qual el seu culte es va difondre amb rapidesa. De fet, abans de l'arribada dels musulmans, la seua basílica sepulcral, situada extramurs de la ciutat de València, era molt visitada.
La tradició conta que durant la dominació musulmana les relíquies del sant van desaparéixer i que cap a l'any 1104 el llavors bisbe mossàrab de València va anar en pelegrinatge a Terra Santa, on pensava portar el braç esquerre del sant. Aquest bisbe va morir, però, inesperadament a Bari, i allí van romandre les seues despulles mortals i el suposat braç del sant, fins a una data tan tardana com el 1970.

#### Sagristia Major
La sagristia és una de les parts més antigues de la catedral, gòtica del segle xiii. Es troba en el cantó dret al començament de la girola, en la seua intersecció amb el creuer. És un espai de planta quadrada cobert amb volta de creueria octopartita i trompes en els cantons. Té un gran finestral gòtic de sis metres d'alçària que la il·lumina. Es comunica amb una altra habitació que és l'actual Sala Capitular en la qual hi ha la galeria de retrats de tots els prelats que han ocupat la seu catedralícia.
A una altura inaccessible i sense escala està l'antic reconditori, on es guardaven les relíquies com la «Santa Espina» enviada per sant Lluís de França. Aquest reconditori està decorat amb pintures del gòtic lineal.
De les parets de la sagristia pengen llenços de Nicolau Falcó, procedents de l'antic orgue renaixentista.

#### Altar Major
L'Altar Major de planta poligonal està cobert per una volta de sis nervis. Té cinc finestrals i es comunica amb la girola a través de dues portes laterals. Tant la volta com els murs estaven ornamentats amb murals encarregats a Miquel Alcanyís, que feu el 1432, però que van desaparéixer en un incendi el 1469. Posteriorment, cap al 1474, es van encarregar noves pintures, d'estil renaixentista, a Paolo de San Leocadio i Francesco Pagano. Aquestes pintures van ser tapades, però, per una luxosa ornamentació barroca durant 1674-1682, duta a terme sota la direcció de Juan Pérez Castiel. L'absis gòtic de planta poligonal quedà recobert amb noves voltes, superposició d'adorns, imatges, pilastres, columnes salomòniques, permòdols, mènsules, petxines, timpans partits, fistons, àngels daurats, etc. La riquesa de marbres i daurats, la sumptuositat de les formes i profusa decoració evocava l'estil rococó.
Així fou fins a juny de 2004, quan per atzar foren trobades davall de la volta de Juan Pérez Castiel unes pintures de gran bellesa que han sigut datades en 1474 (segle xv). Aquestes pintures, que representen àngels tocant instruments musicals, són les abans esmentades de Paolo de San Leocadio i Francesco Pagano. Poc després de l'incendi de 1469, cap al 1474, el que seria futur papa Alexandre VI va ordenar a tots dos pintors que realitzaren les pintures al fresc que ara es tornen a contemplar, després que la volta de Perez Castiel fora desmuntada.

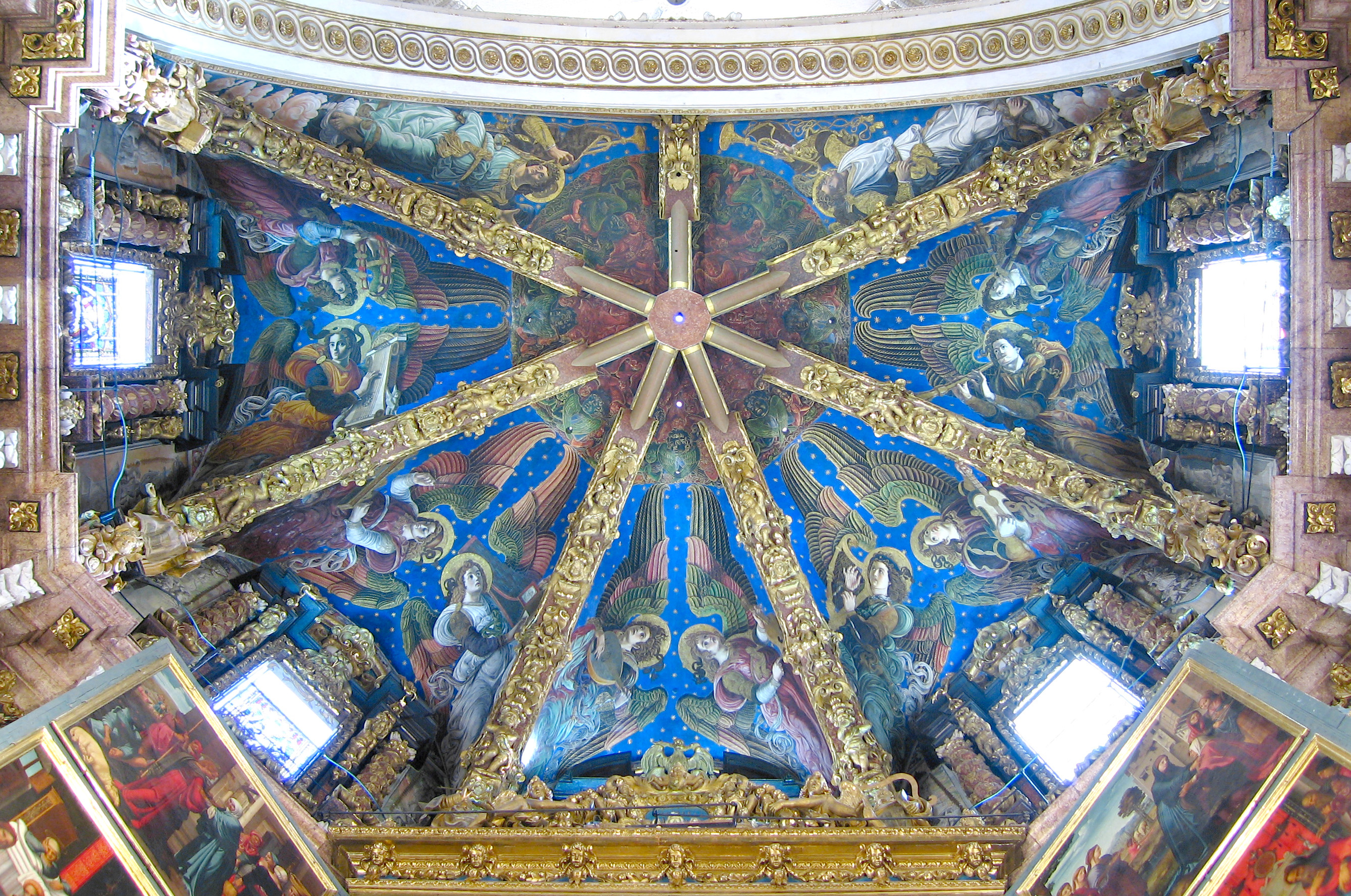
Capella Major de la Seu de València, amb els àngels músics de Paolo de San Leocadio i Francesco Pagano. Els instruments que toquen són d'esquerra a dreta una trompeta, una pandereta, una cítara, un orguenet, un dulcimer, un llaüt, una viola d'arc, una arpa, una viola de mà, una xeremia o dolçaina, una flauta doble i una trompeta de nou

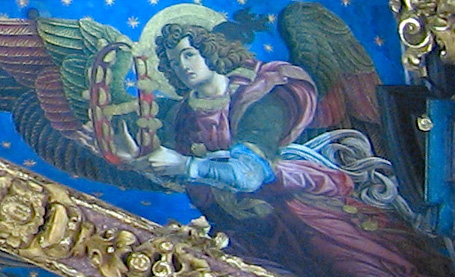
Àngel músic amb una pandereta
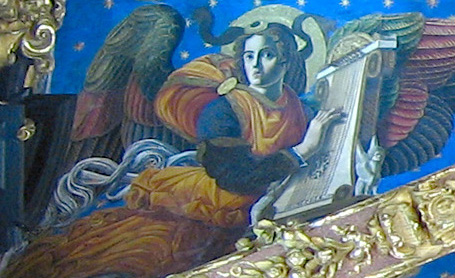
Àngel músic amb una cítara
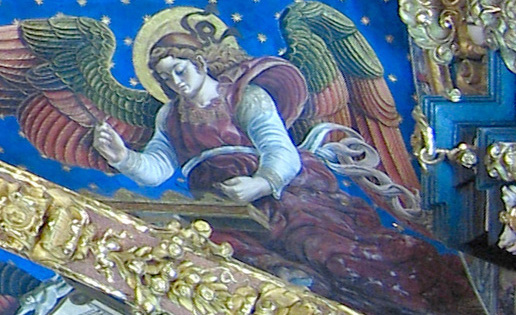
Àngel músic amb un orguenet
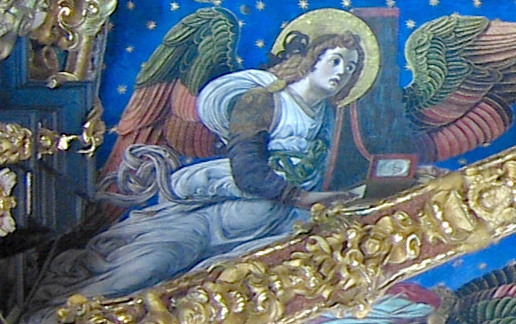
Àngel músic amb un dulcimer
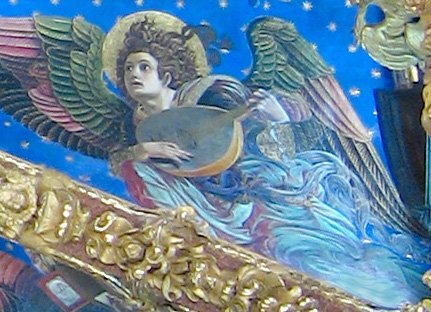
Àngel músic amb un llaüt
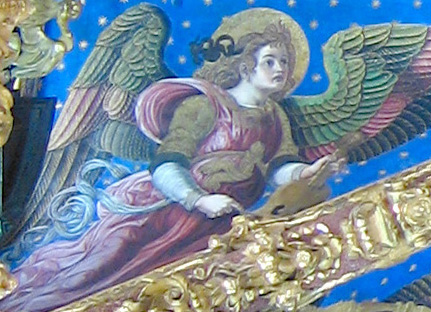
Àngel músic amb una viola d'arc
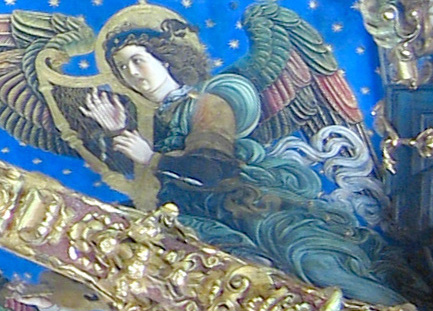
Àngel músic amb una arpa
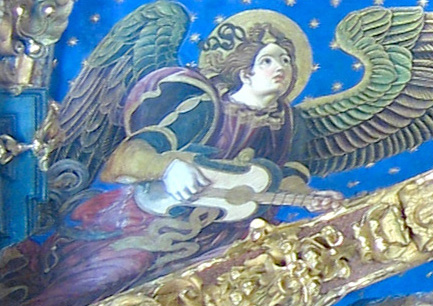
Àngel músic amb una viola de mà
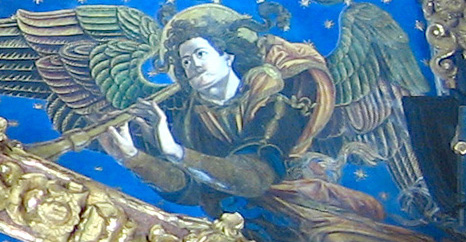
Àngel músic amb una xeremia
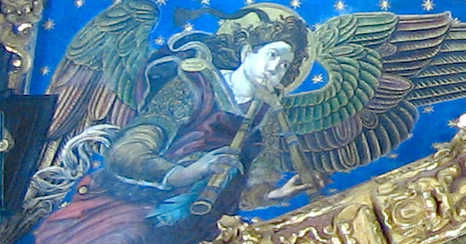
Àngel músic amb una flauta doble
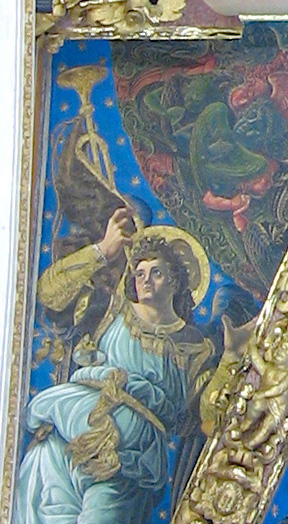
Àngel músic amb una trompeta
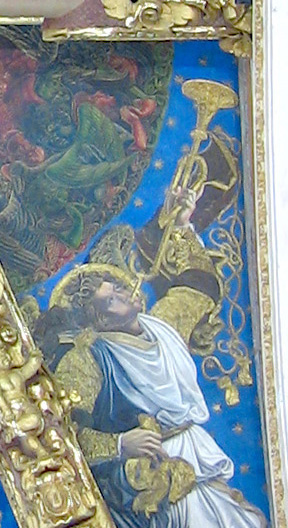
Àngel músic amb una trompeta

##### Retaule major

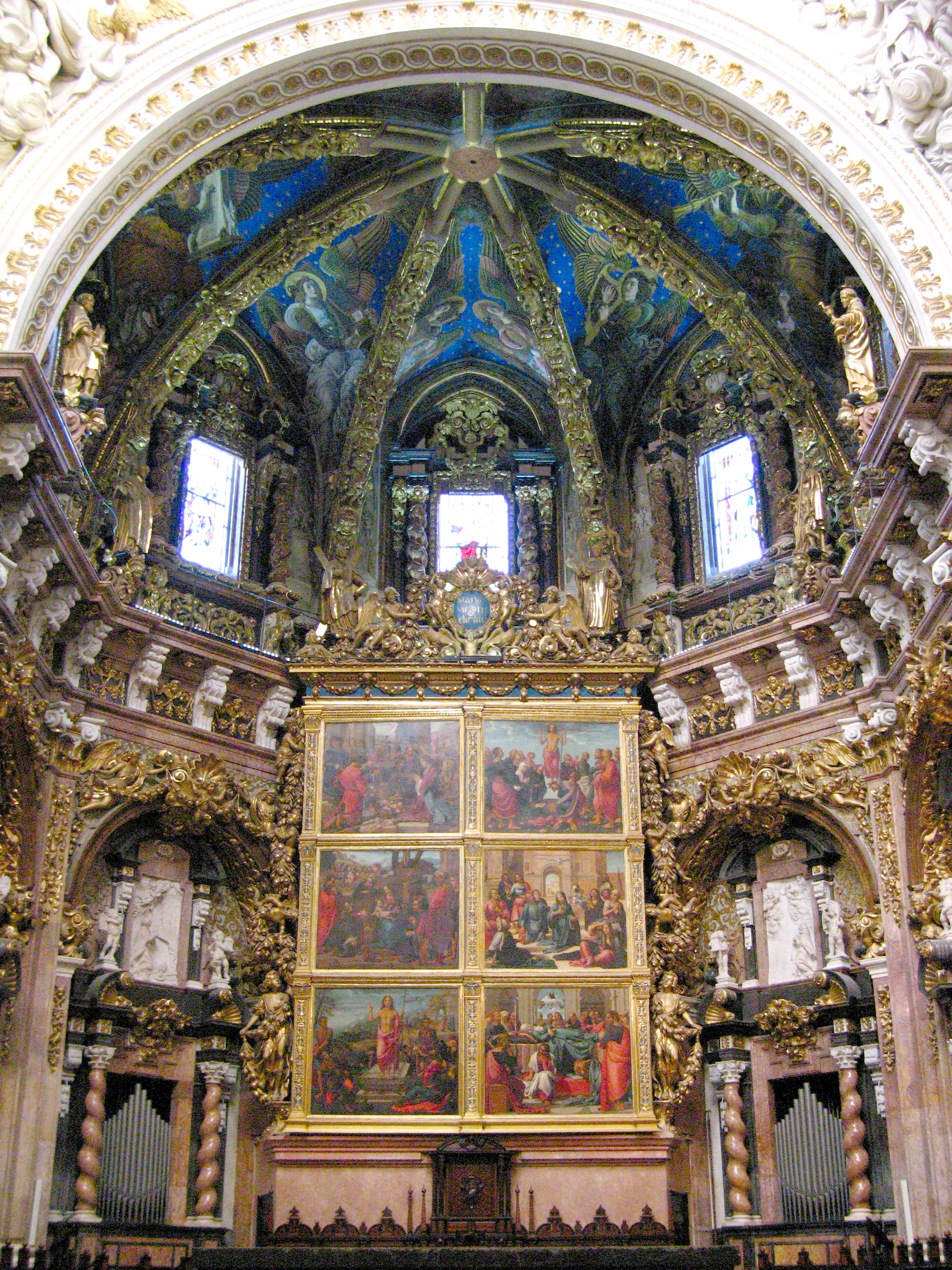
Altar Major de la Seu de València, renaixentista i barroc

En el presbiteri trobem a més un retaule que en realitat és un gran armari tancat per dues portes, que guardava un retaule renaixentista de plata (1492-1507) elaborat per l'orfebre Bernabo Thadeo de Piero de Posa, que fou fos a Mallorca en 1812 per encunyar moneda en la guerra contra Napoleó.
Les grans portes que tanquen l'armari ocupen una superfície de 75 metres quadrats, pintades a l'oli entre 1506 i 1510 per Fernando Yáñez de la Almedina i per Fernando de los Llanos, els quals foren probablement col·laboradors de Leonardo da Vinci i portaren des d'Itàlia l'estil renaixentista que hauria d'arribar després a la resta de la península a través de València.
Són en total sis taules dobles, és a dir, pintades per tots dos costats, la qual cosa fa un total de dotze pintures, d'1,94 metres x 2,27 metres cadascuna.
Les estàtues de fusta daurada que coronen el sumptuós entaulament amb permòdols, cartel·les i ovals que rematen l'absis corresponen a sant Vicent Ferrer, sant Pere Pasqual, sant Lluís Bertran, sant Francesc de Borja, sant Llorenç i sant Vicent Màrtir, i són obra de Tomàs Sanchez Artigues.
Els relleus de marbre importats de Gènova que ocupen les fornícules que deixa el segon cos representen escenes de la vida de sant Vicent Màrtir, sant Francesc de Borja, sant Pasqual Baylon i els sants Bernat, Maria i Gràcia, i es deuen al cisell de Daniel Salanova en 1687.
La delira de vidre que penja és de Murano, portada de Roma per l'arquebisbe Rocaberti (1677-1699). Els vitralls del sostre amb arcàngels i Crist Pantocràtor són del segle xix.
Ací es troba el sobri cor d'estil herrerià (1594-1604) en fusta de boix i anouer, que originàriament comptava 155 setials i es trobava al centre de la nau principal, però que es va traslladar el 1939 al seu lloc actual.

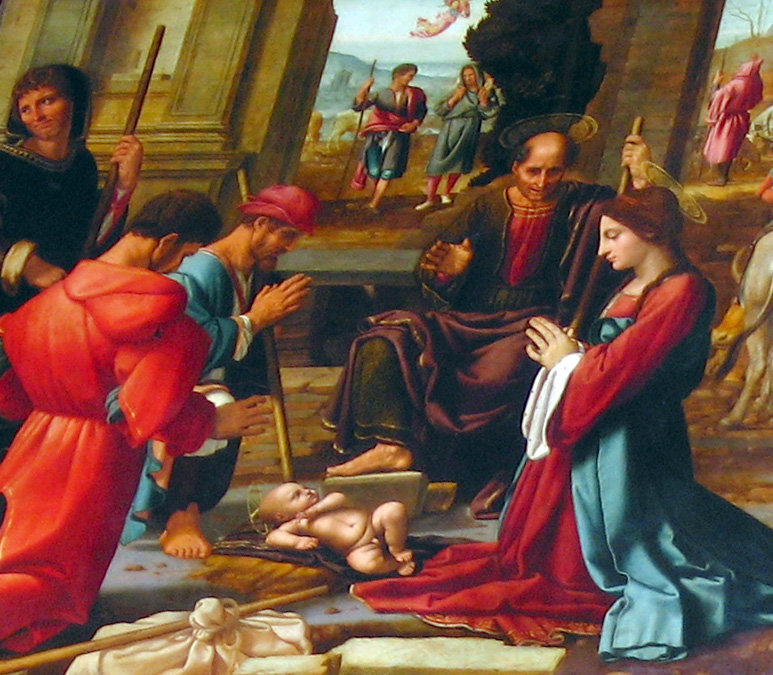
Retaule major. Adoració dels Pastors
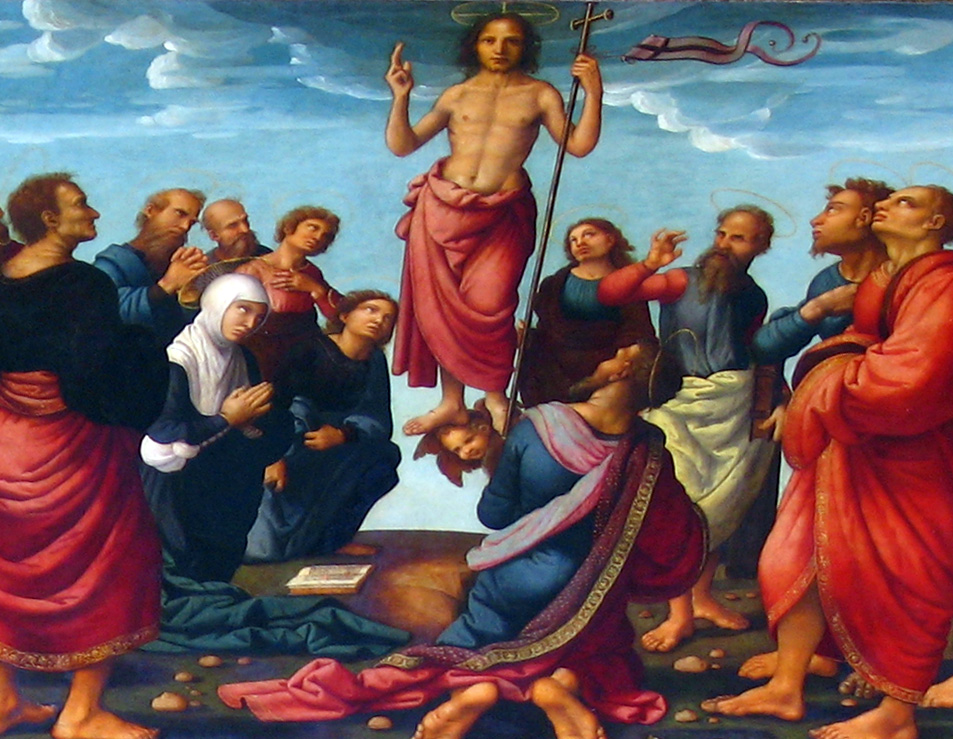
Retaule major. Ascensió de Crist
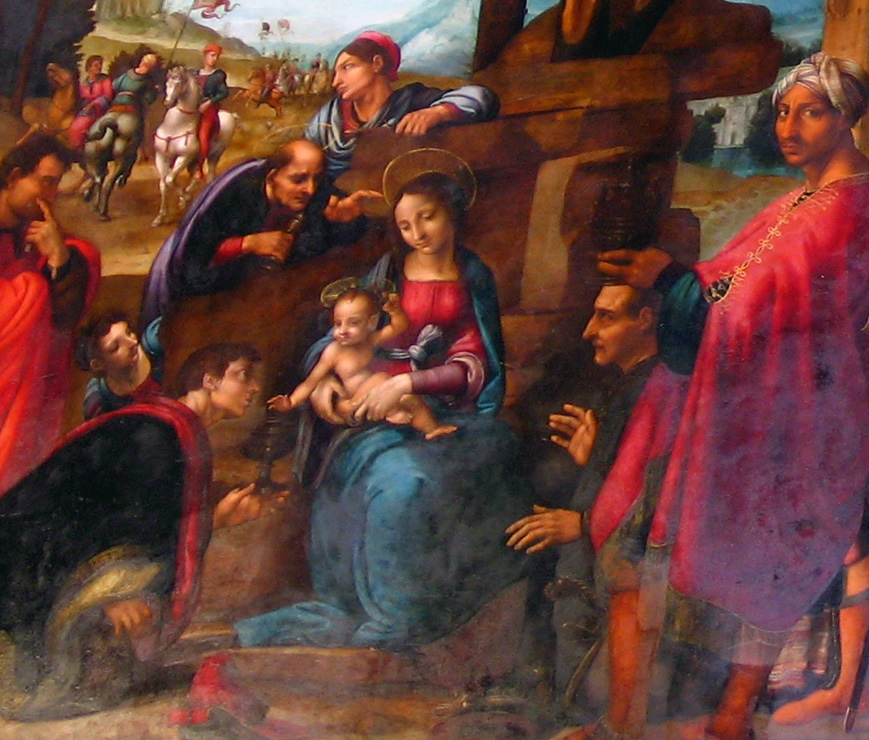
Retaule major. Adoració dels Mags
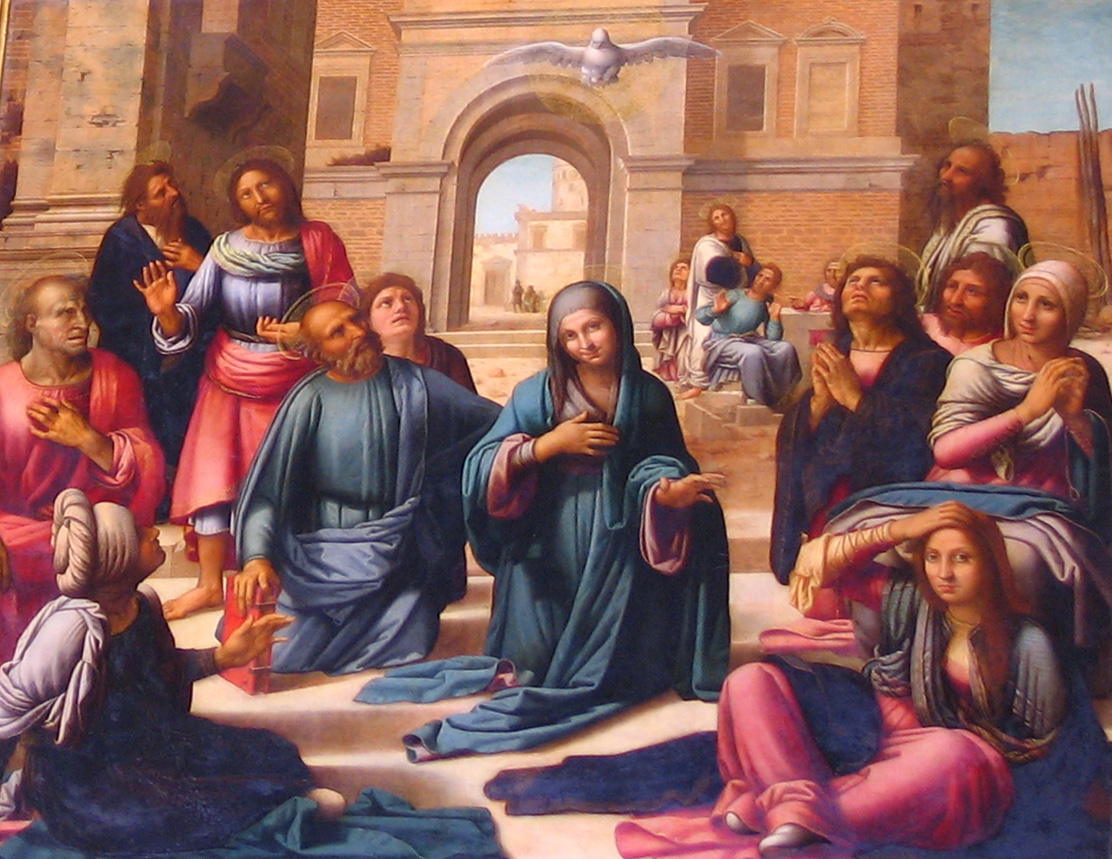
Retaule major. Pasqua de Pentecosta

### Transsepte
Al pilar de l'evangeli de la capella major, ja al transsepte, hi ha una trona gòtica de pedra, amb traceries calades del segle xiv, anomenat de Sant Vicent Ferrer pel fet que segurament hi predicà.

#### Cimbori
|  |  |

D'estil gòtic (segle xiv-xv), està format per un prisma octogonal de dos cossos superposats, amb huit finestrals de fina traceria calada en cada cos. El primer cos o part baixa és d'autor desconegut, del segle xiv, mentre que el segon cos o part alta és obra de Martí Llobet (de cap al 1430). El cimbori dota de llum natural sempre blanca en el creuer, gràcies a les finestres translúcides d'alabastre i al fet que la seua carcassa de pedra està reduïda al mínim.
El cimbori descansa en trompes còniques i es tanca amb una volta de creueria composta per huit nervis i plementeria de rajola. Amb una alçària d'uns 40 metres, l'absència de contraforts i la lleugeresa constructiva derivada de la traceria calada dels seus murs resulta prodigiosa des del punt de vista arquitectònic.
En les petxines, davall les trompes del cimbori figuren quatre escultures d'estuc del segle xviii que representen els quatre evangelistes amb els atributs amb què s'identifiquen: sant Lluc amb el bou, obra de Josep Pujol, sant Joan amb l'àguila del mateix autor, sant Mateu amb l'àngel, de Josep Esteve i «Sant Marc amb el lleó», de Francesc Sanchis. En la seua part superior hi ha una campana (el cimboriet) de 1805 que actualment no es fa servir.

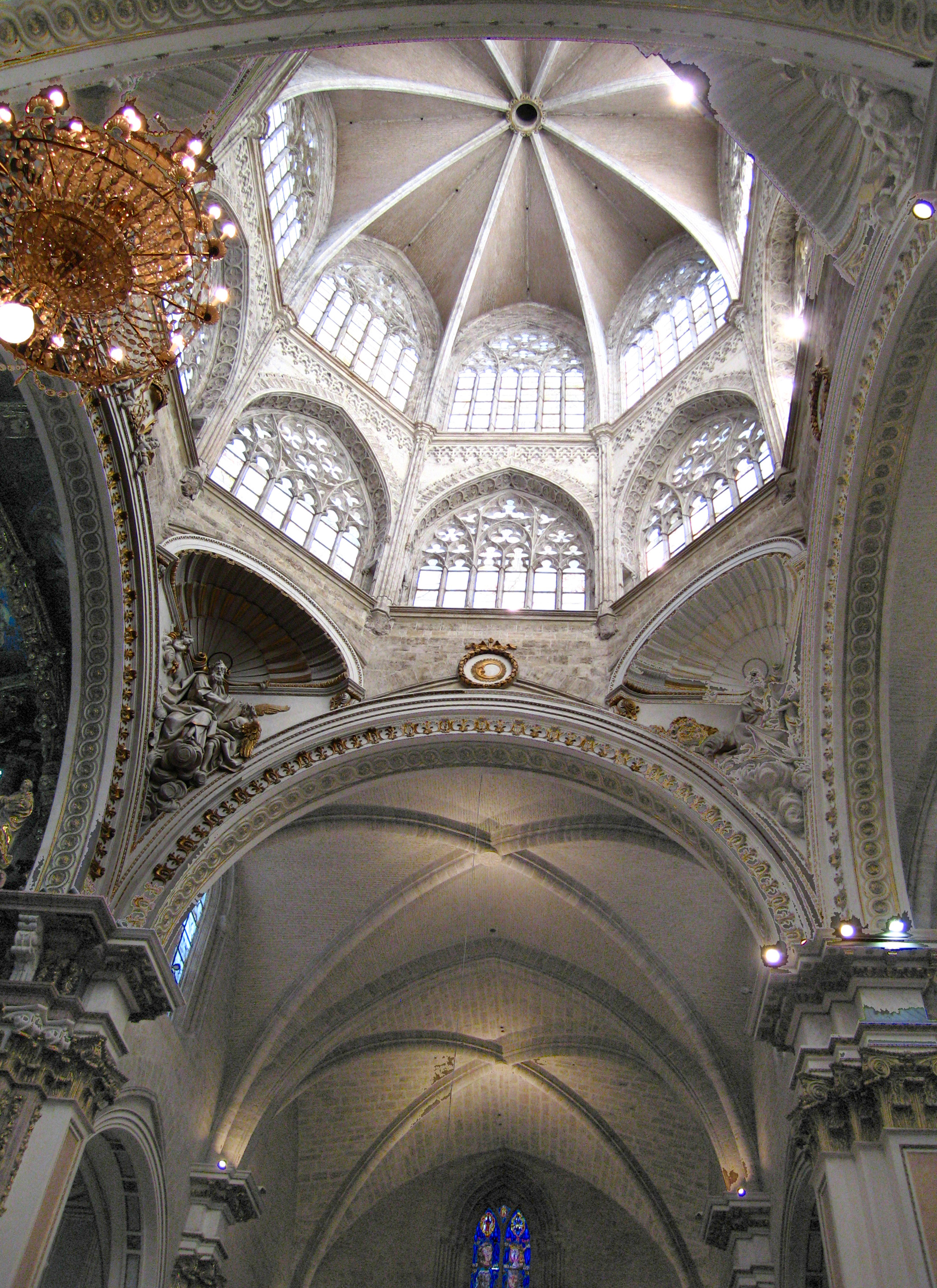
Detall
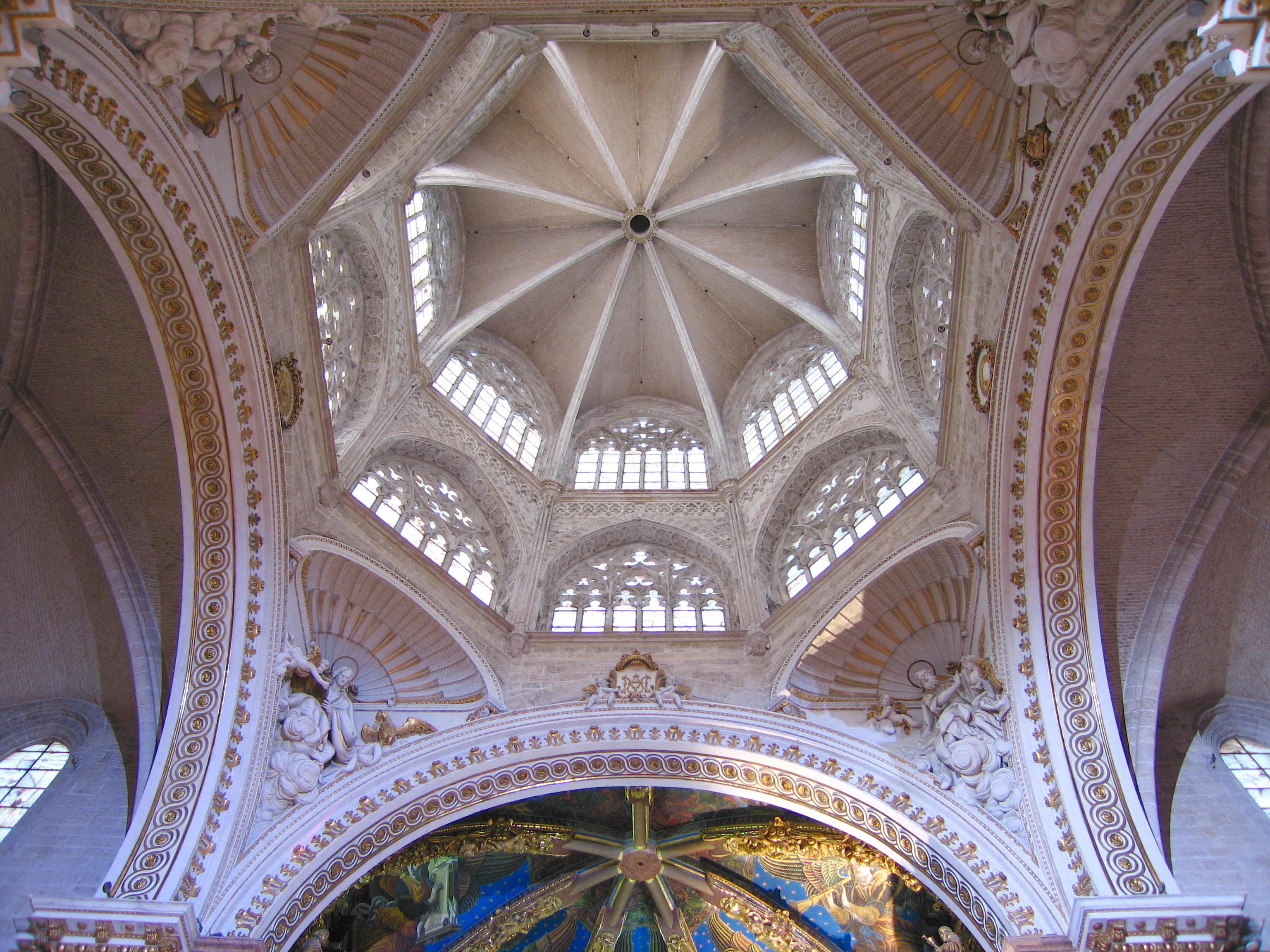
Vista obliqua
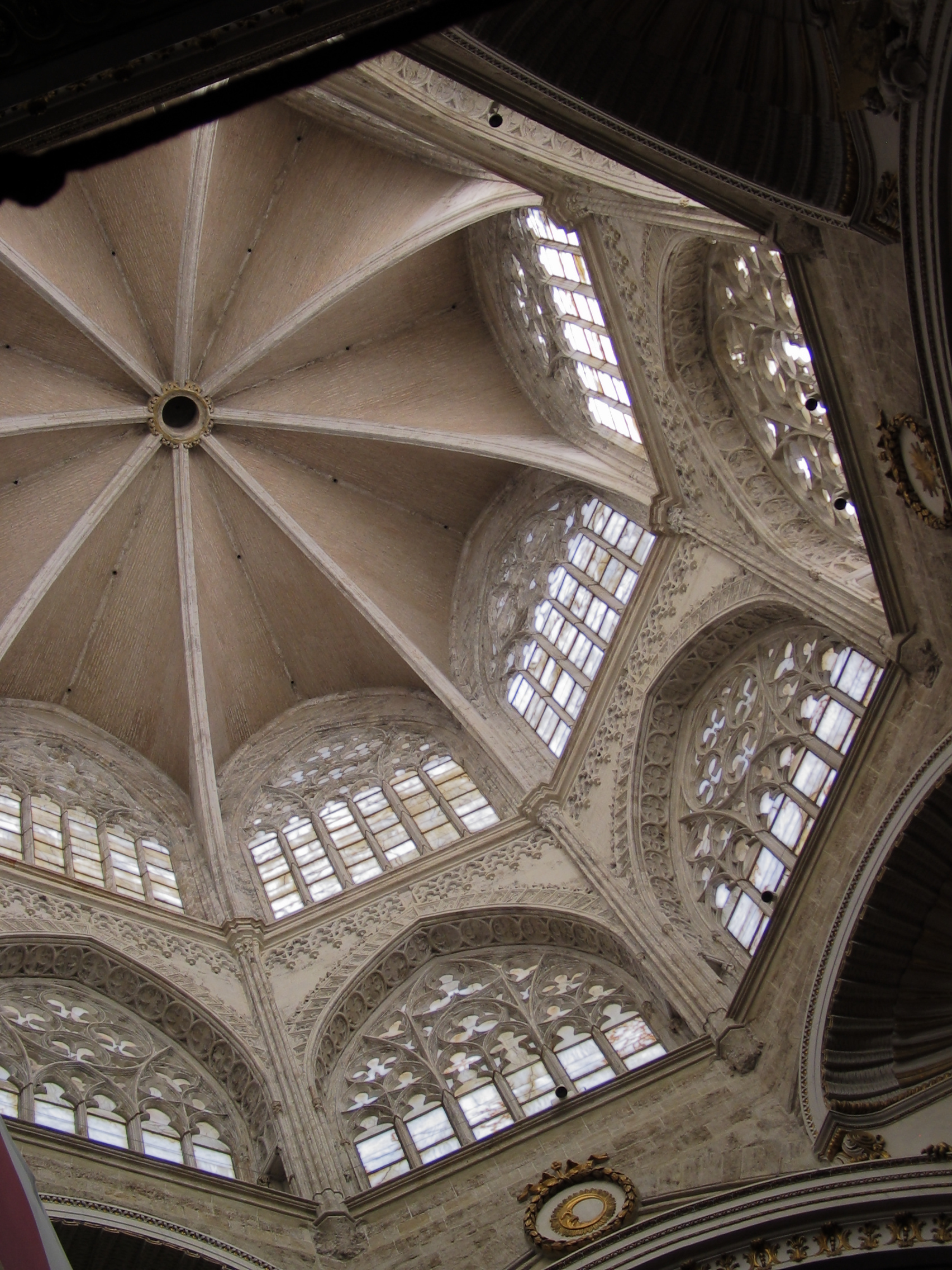
Detall
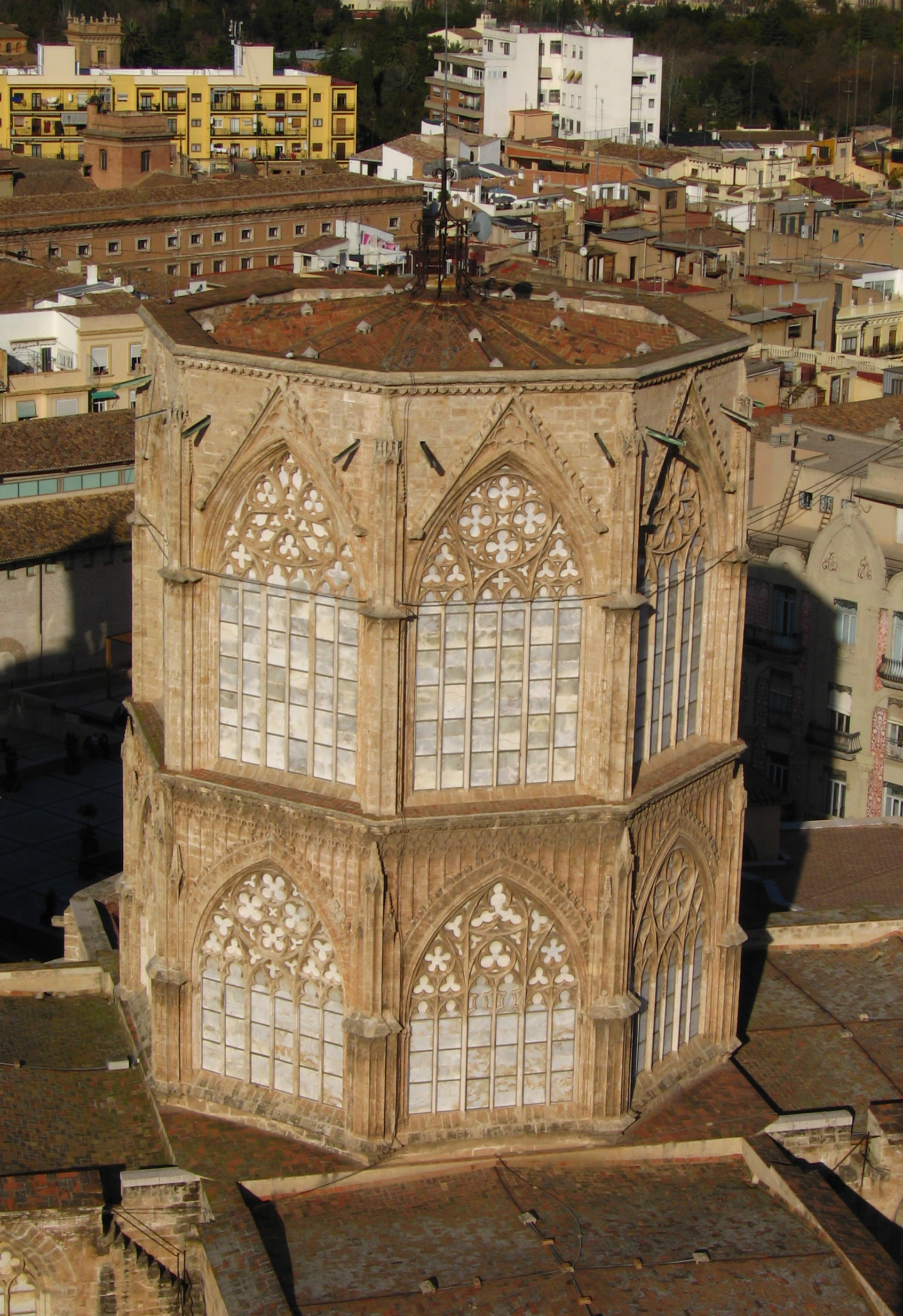
Exterior des de dalt del Micalet

#### Capelles del transsepte
Les vuit capelles són neoclàssiques, projectades per Antoni Gilabert i Llorenç Martínez.
- Al costat de l'epístola: 
  - Capella de Sant Agustí. Retaule de Josep Camaron. A terra hi ha la tomba de l'erudit Gregori Maians.
  - Capella de Sant Pasqual Bailon.
  - Capella de la Beata Josefa Naval. Al paviment, davant, cenotafi del poeta Ausiàs March.
  - Capella de Sant Domènec de Guzmán. Retaule amb pintura a l'oli de Pedro de las Cuevas.

- Al costat de l'evangeli: 
  - Capella del Beat Gaspar de Bono. Quadre anònim del segle xviii.
  - Capella de Santa Caterina d'Alexandria. Quadre del xvii, d'un deixeble de Jerónimo Jacinto de Espinosa.
  - Capella de Sant Francesc d'Assís. Retaule amb quadre de Josep Camaron.
  - Capella de Sant Antoni de Pàdua.

### Naus

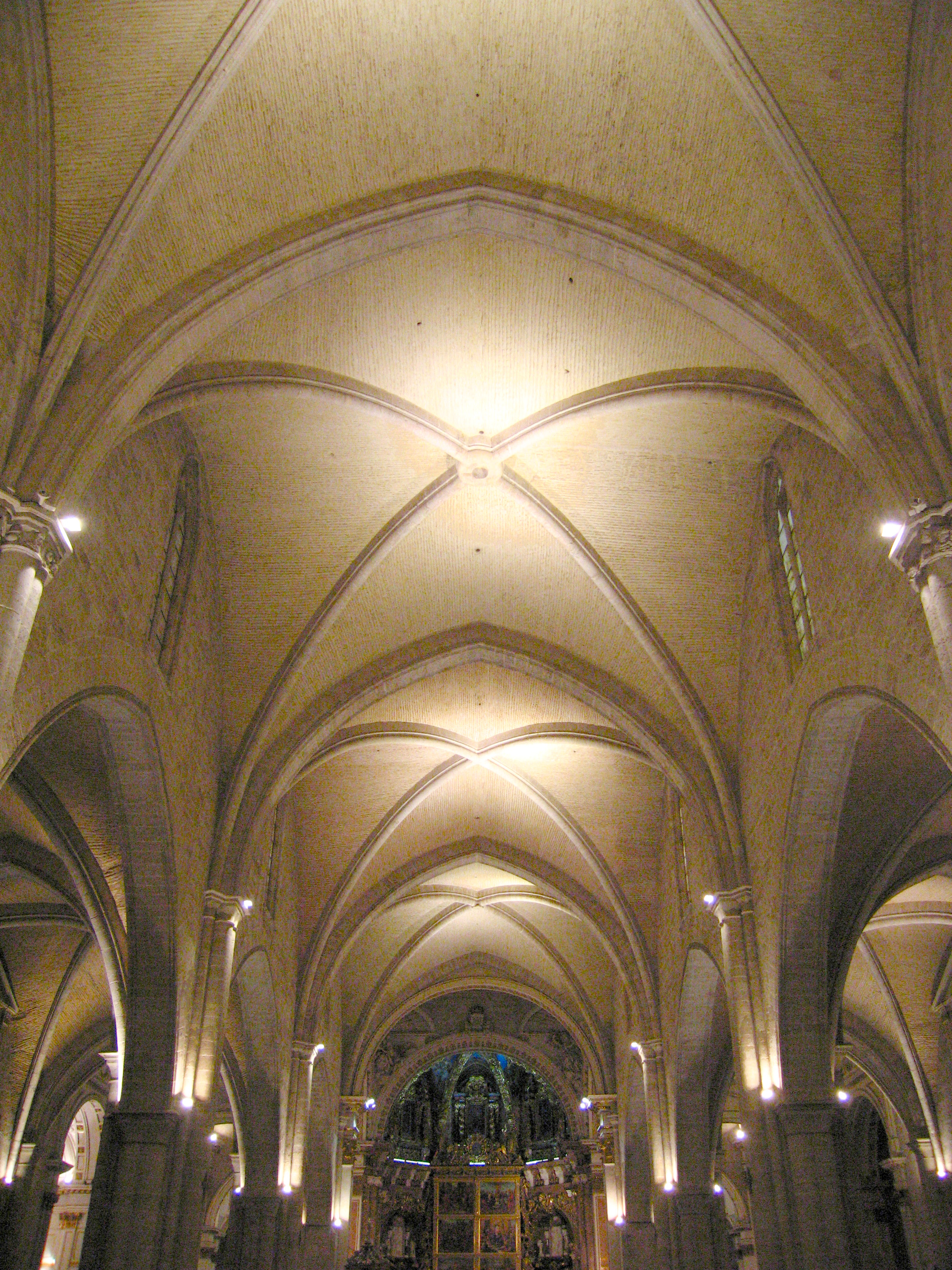
Nau central, amb el presbiteri al fons

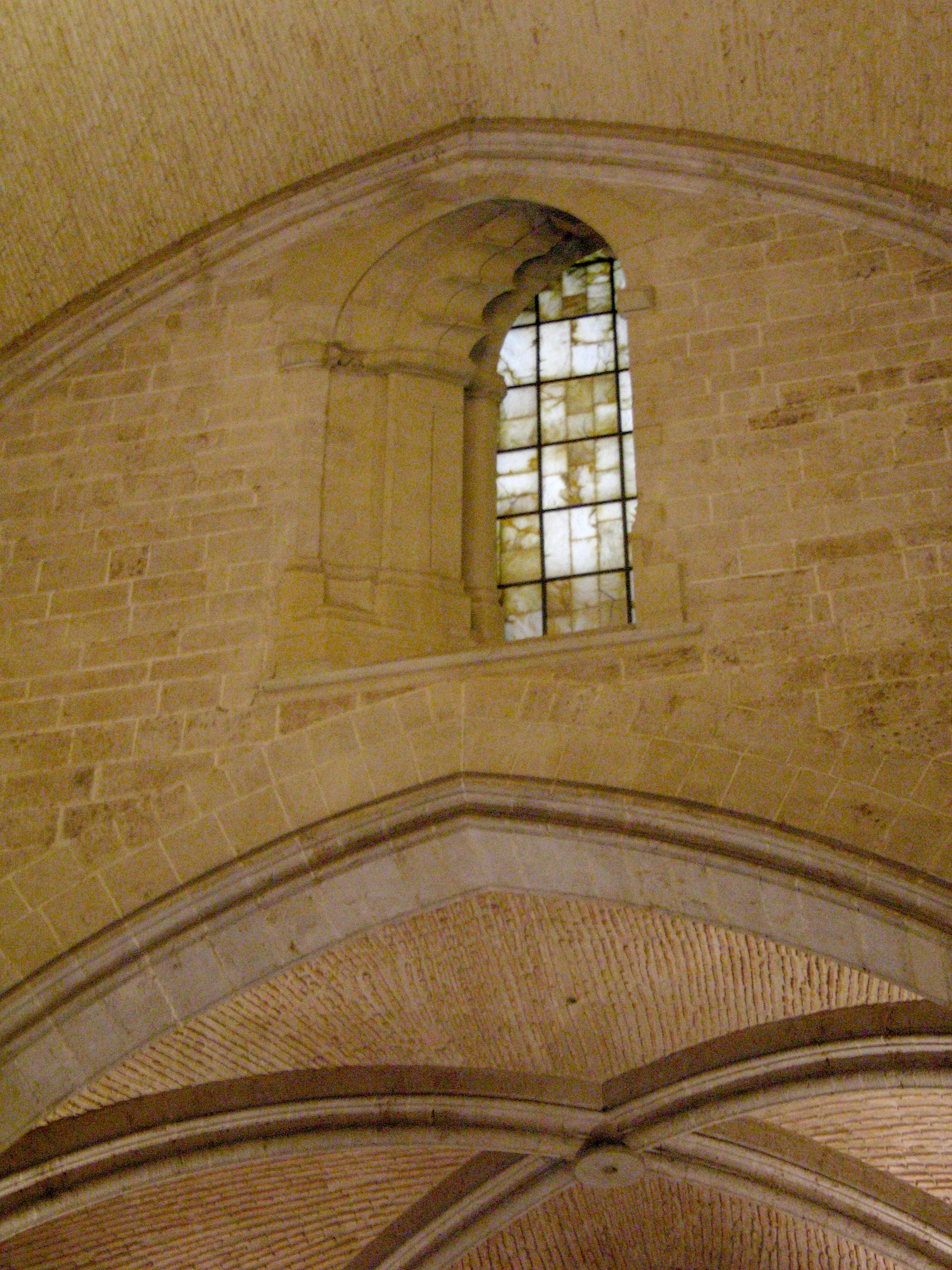
Arc esbiaixat en una finestra de l'«arcada Nova»

L'estructura principal de la Seu, formada per les naus, el transsepte i la girola, es va bastir entre els segles xiii i xv, raó per la qual és principalment d'estil gòtic i, concretament, gòtic català o mediterrani, que es caracteritza per ser més primitiu, horitzontal i pesant que el vertical i sumptuós gòtic francés. Les naus de la Seu de València s'inspiren en les de la Tarragona, per tal com totes dues presenten uns voluminosos pilars voltats de columnes bessones i un traçat quadrat en cada tram de la nau major.
Entre 1300 i 1350 es van construir els tres primers trams de les tres naus —una central més gran i dues de laterals més petites. Comencen en el creuer i acaben en els peus, fins a l'actual capella de Sant Francesc de Borja, però no més enllà.
La Sala Capitular i el Micalet s'havien bastit separades de les naus, a la manera de Pisa o Florència, on tant el baptisteri com la torre campanar es feren exempts i encara ho són o com, sense anar tan lluny, la torre campanar del Fadrí de Castelló.
El 1459 els mestres Francesc Baldomar i Pere Comte iniciaren l'ampliació de les naus de la catedral en un tram més, conegut com a Arcada Nova o Arcada de la Seu, i la uniren definitivament amb la sala capitular i amb el Micalet. En aquest darrer tram va fer nombroses finestres i portes amb arcs esbiaixats i una complexa volta d'unió tant entre el passadís entre la Seu i el Micalet, com entre aquesta i la sala capitular.
Entre 1441 i 1446 es picà un magnífic retaule gòtic d'alabastre per la part de darrere del cor (transcor) de la Seu, que es trobava en el centre de la nau central, fins que el 1777 fou col·locat en la Capella del Sant Calze, sent substituït per un altre de neoclàssic, hui desaparegut.
Entre 1594 i 1604 es feu el sobri cor d'estil herrerià en fusta de boix i anouer, i amb 155 setials o cadires, obra dels tallistes Domingo Fernández Ayarza, Joan Tormo i els italians Francesco Maria Longo i Jacome Antonio Como. Aquest cor estigué en la part central de la nau major fins a 1940, quan fou desmuntat per a traslladar-lo a l'altar major. La Seu comptava amb dos orgues situats a banda i banda del cor, del segle xvi, però després de la Guerra Civil foren danyats i ja no es reconstruïren, tot i que l'actual orgue té peces de l'antic.
A partir de 1774 començà el cobriment de les voltes i pilars amb decoració neoclàssica, per a tapar el gòtic original de les naus i de tot el temple, però dos segles més tard, el 1972, va començar la repristinació de la catedral i les naus van recuperar l'aspecte gòtic original, amb pilars nus i voltes de creueria simple amb plementeria de maons.

#### Capelles

##### Capelles del costat de l'epístola
- Capella de Sant Pere Apòstol. Antigament era la parròquia de sant Pere, ara extingida. Va estar tota pintada per frescs d'Antonio Palomino amb escenes de la vida de sant Pere, danyades el 1036 i ara tapades. Les parets estan decorades amb estuc. A més s'hi conserven sis grans llenços que Nicolau Falcó pintà per les portes que protegien l'orgue renaixentista.

- Capella de sant Francesc de Borja. Es tracta d'una de les capelles laterals de la part dreta de la nau central, dedicada a sant Francesc de Borja, la qual conté dos magnífics quadros de Goya de 1788.[13] El de l'esquerra representa sant Francesc de Borja acomiadant-se dels seus familiars al Palau Ducal de Gandia per a ingressar en la Companyia de Jesús. A la dreta trobem sant Francesc de Borja, ja sacerdot jesuïta, que assisteix un moribund impenitent, representat en el quadre Sant Francesc de Borja i el moribund impenitent.

|  |  |

- Capella de Sant Josep. Capella neoclàssica, d'Antoni Gilabert i Llorenç Martínez

- Capella de sant Tomàs de Villanueva. També d'estil neoclàssic de la reforma d'Antoni Gilabert i Llorenç Martínez. Hi ha el jaient del primer sepulcre de sant Tomàs de Villanueva; les seves relíquies són ara a l'urna i el bust reliquiari del retaule de la capella. A terra, tomba del canonge i erudit il·lustrat Francesc Pérez Bayer.

##### Capelles del costat de l'Evangeli
- Capella de Sant Vicent Màrtir. D'estil neoclàssic dissenyada per Antoni Gilabert i Llorenç Martínez

- Capella de Sant Lluís Bisbe. D'estil neoclàssic dissenyada per Antoni Gilabert i Llorenç Martínez, amb dos llenços (Sant Antoni Abat i la Fugida a Egipte) de Vicent López. El retaule guarda les restes del sant bisbe Lluís de Tolosa, dutes per Alfons el Magnànim des de Marsella, en 1417.

- Capella de Sant Vicent Ferrer. D'estil neoclàssic dissenyada per Antoni Gilabert i Llorenç Martínez, amb llenços de Vicent Anglés i una imatge processional de sant Vicent Ferrer de fusta platejada, de la mà de Francesc Eva.

- Capella de la Immaculada Concepció. D'estil neoclàssic dissenyada per Antoni Gilabert i Llorenç Martínez, conserva una còpia d'un original de Sariñena.

##### Capelles dels peus
- Capella de la Santíssima Trinitat. D'estil gòtic (s. xv) obra de Pere Compte i Francesc Baldomar. amb els sepulcres de l'arquebisbe Martí d'Ayala (1566) que participà en el Concili de Trento.

- Capella de Sant Sebastià. Neoclàssica d'Antoni Gilabert i Llorenç Martínez, amb el magnífic llenç del «Martiri de Sant Sebastià» de Pedro Orrente. A terra, tomba de Gregori Ridaura, sacerdot alcoià mort en llaor de santedat.

### Antiga Aula Capitular, actual Capella del Sant Calze

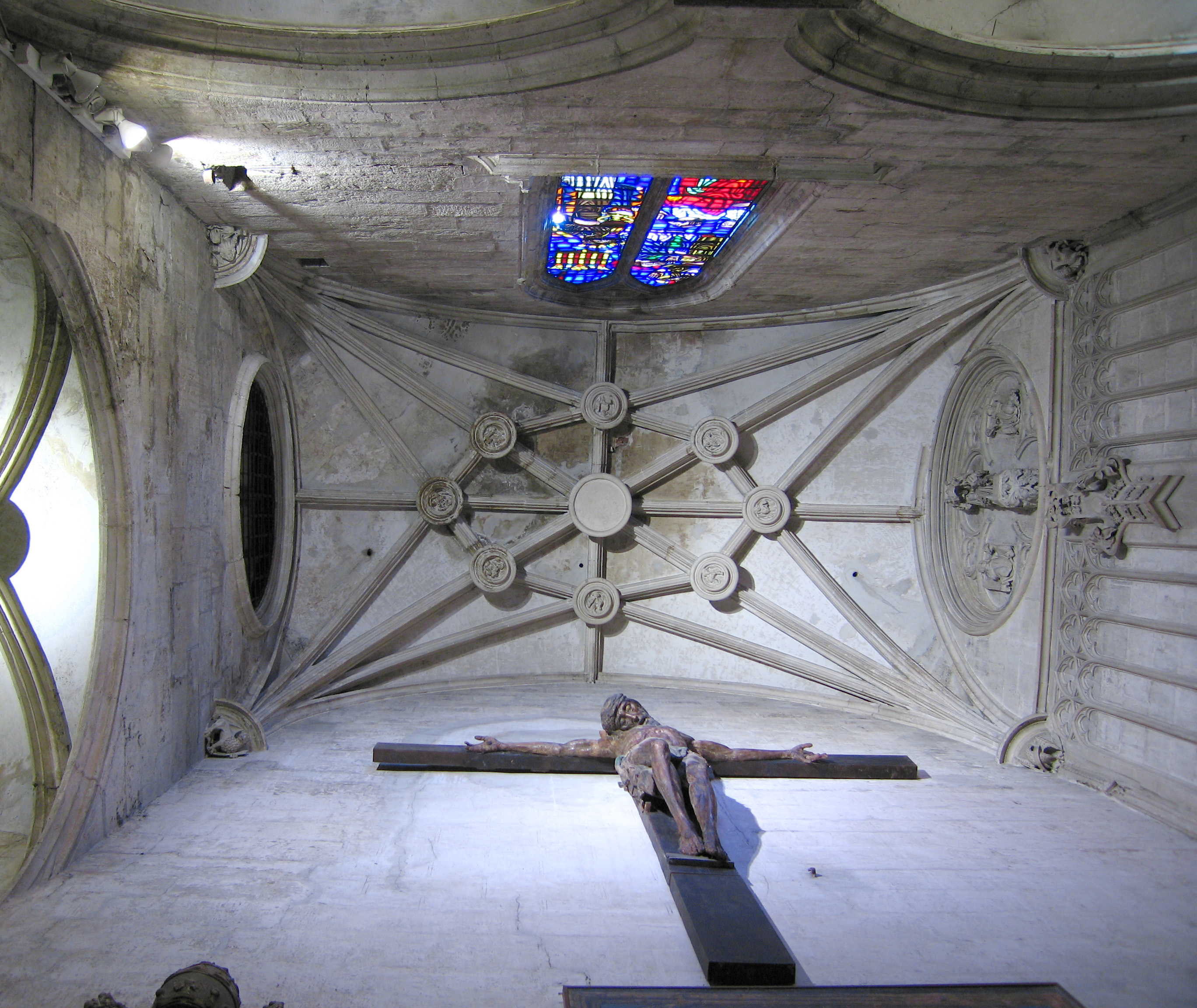
Detall del sostre de Pere Comte al passadís

Obra d'Andreu Julià en estil gòtic florit (1356-1369), l'actual capella del Sant Calze es destinava en un principi a la celebració de reunions del capítol de la catedral, açò és, en Sala Capitular. També s'emprava per al soterrament de prelats i canonges, i en el seu subsòl hi ha una cripta que hui es troba cegada. Després va servir de càtedra de teologia, sent també aprofitada per a reunir-se les Corts del Regne. Més tard va rebre el nom de Capella del Crist de la Bona Mort, però el 1916 es va decidir el trasllat del Sant Calze a la capella, d'on prové el seu actual nom.
Originàriament era una capella exempta, però en 1496 Pere Comte va concloure el passadís, en estil gòtic florit, que l'unia amb la resta de la Seu. Per a accedir-hi, cal entrar per la porta dels Ferros i girar a mà dreta fins que trobem una entrada al passadís, al final del qual hi ha una portalada gòtica tallada en pedra que hi dona accés. En aquest corredor trobem cinc sepulcres gòtics de pedra, un dels quals és del bisbe Vidal de Blanes, que manà edificar la Sala Capitular, hui del Sant Calze. A més hi trobem un crist tallat en fusta, davall del qual hi ha un fresc passat a llenç de l'Adoració dels Pastors, obra de 1472, de Paolo de San Leocadio. Aquesta obra, que es troba en un estat de conservació pèssim, era un dels frescs que realitzà per a mostrar el seu mestratge i acreditar-se per a pintar el presbiteri i és, alhora, una de les primeres pintures renaixentistes —si no la primera— feta a la península Ibèrica. Davant d'aquest fresc hi ha un retaule de Sant Miquel posterior, de la primeria del segle xvi, obra primerenca de Vicent Macip, encara d'estructura gòtica, tot i que de transició al Renaixement. Resulta interessant comparar-lo tant amb l'Adoració dels Pastors de Paolo de San Leocadio com amb el quadre del Baptisme del Crist, obra de maduresa del mateix Macip (vegeu foto a l'apartat de la porta dels Ferros).

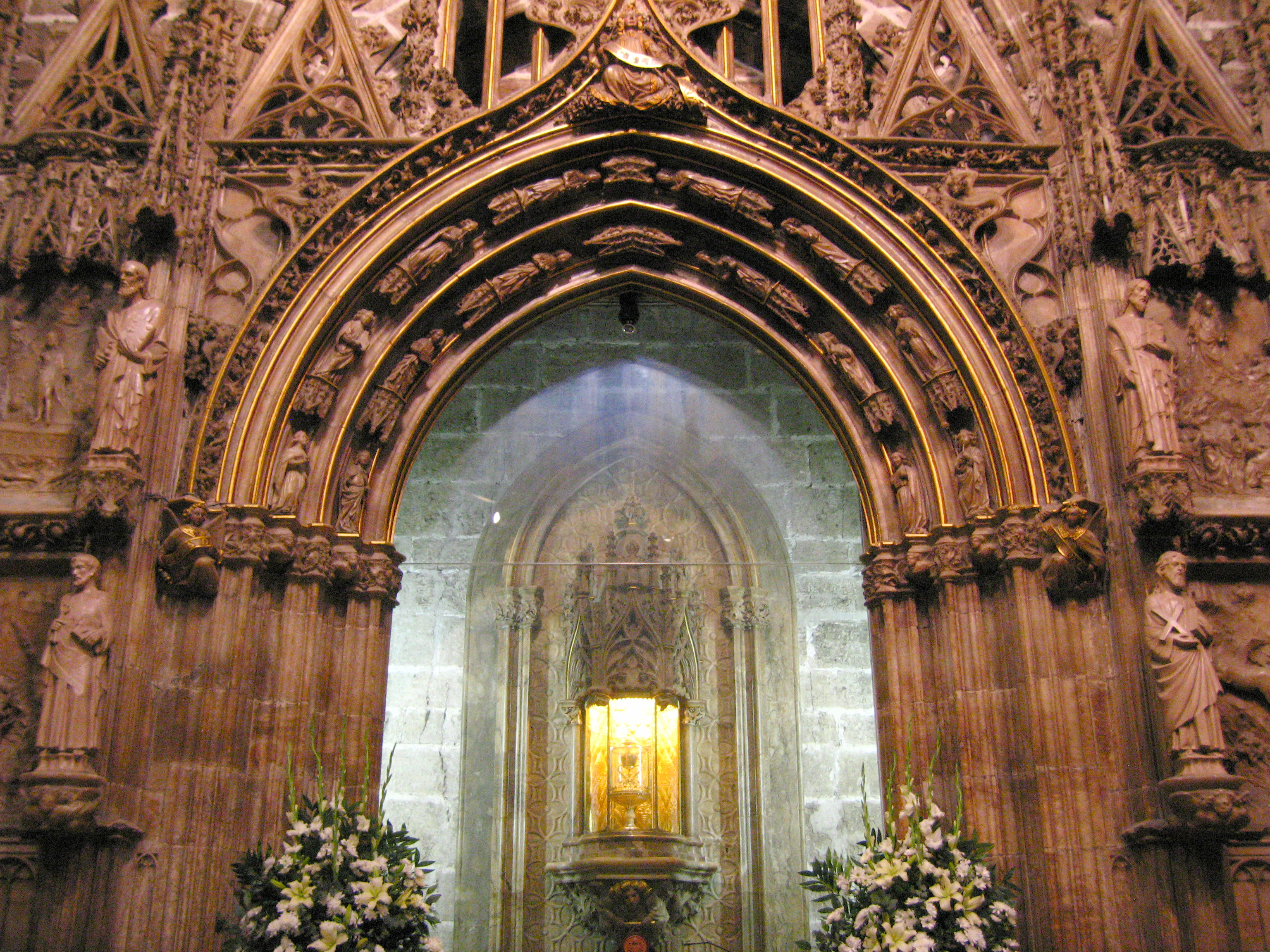
Detall de la part central del retaule gòtic
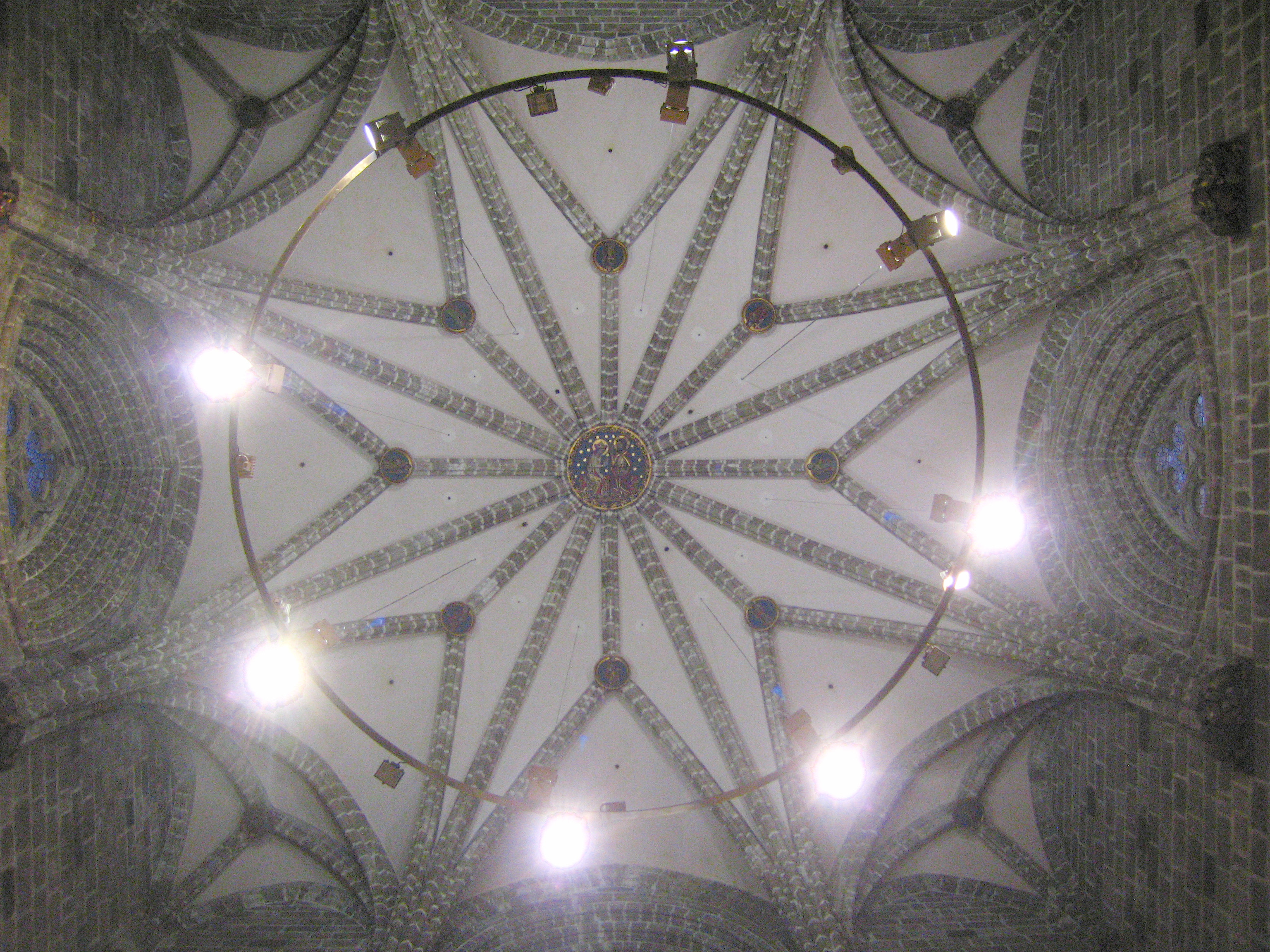
Vista zenital de l'elegant volta de creueria de huit nervis
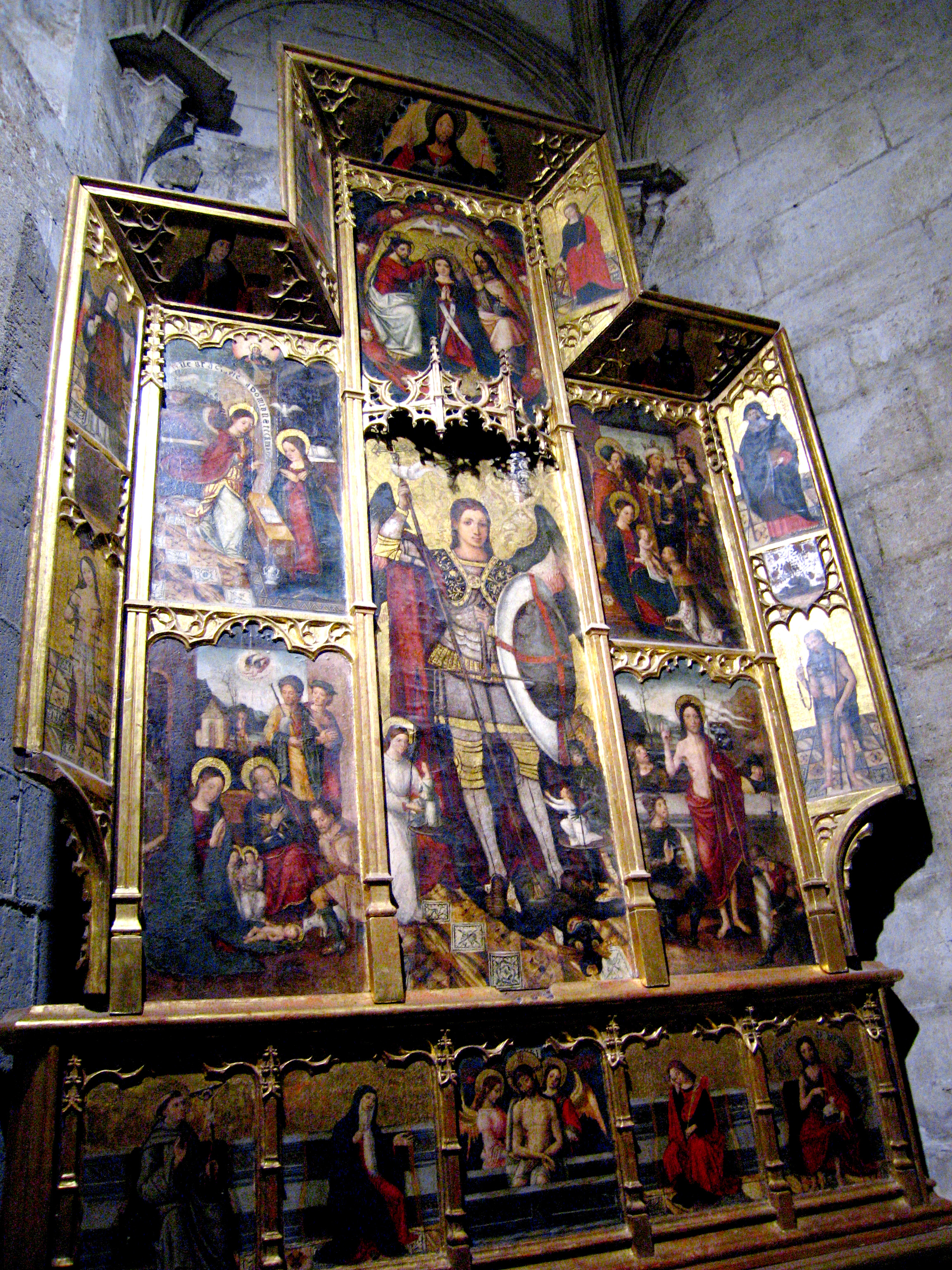
Retaule de Vicent Macip en el passadís d'entrada
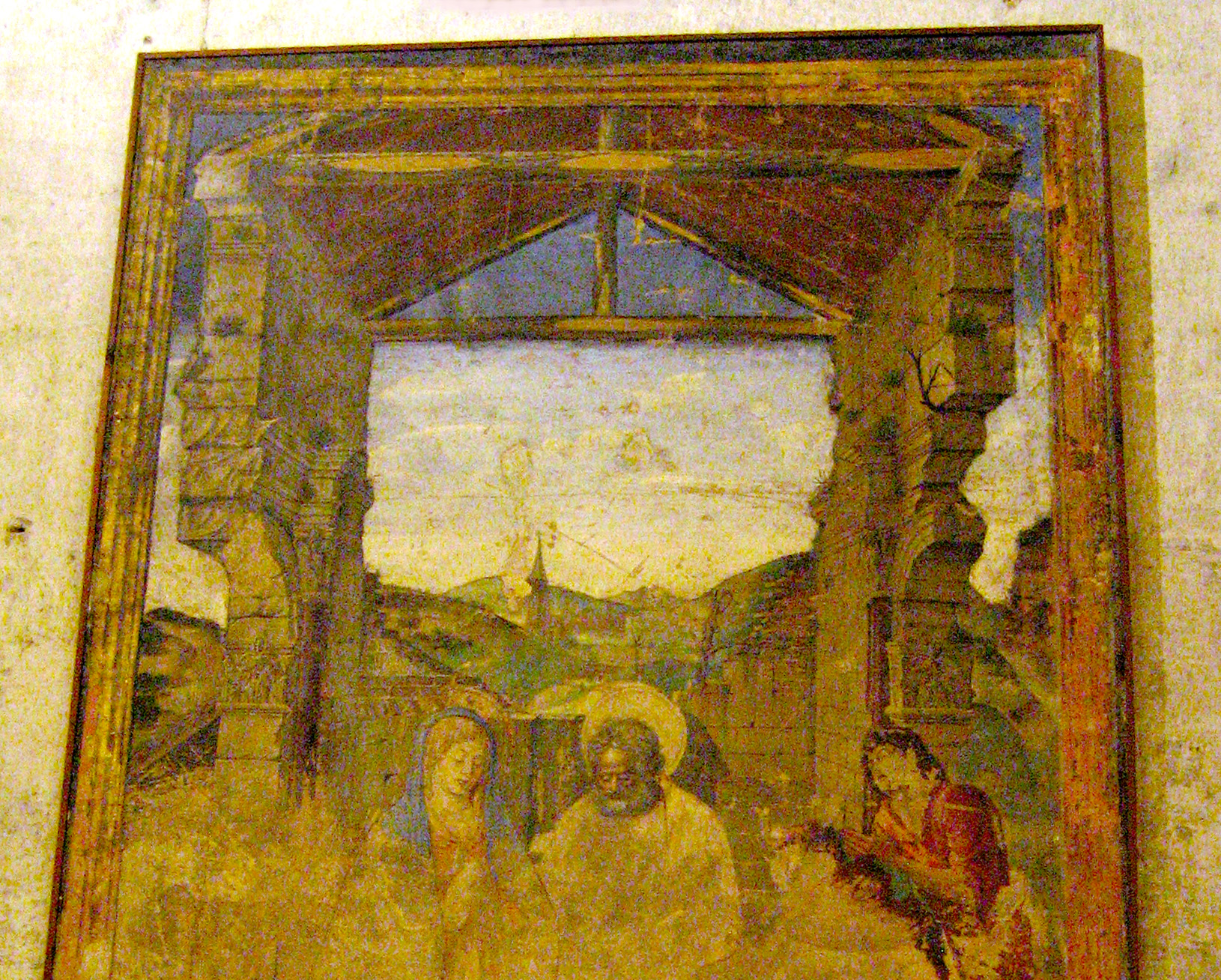
Detall del quadre de San Leocadio en el passadís

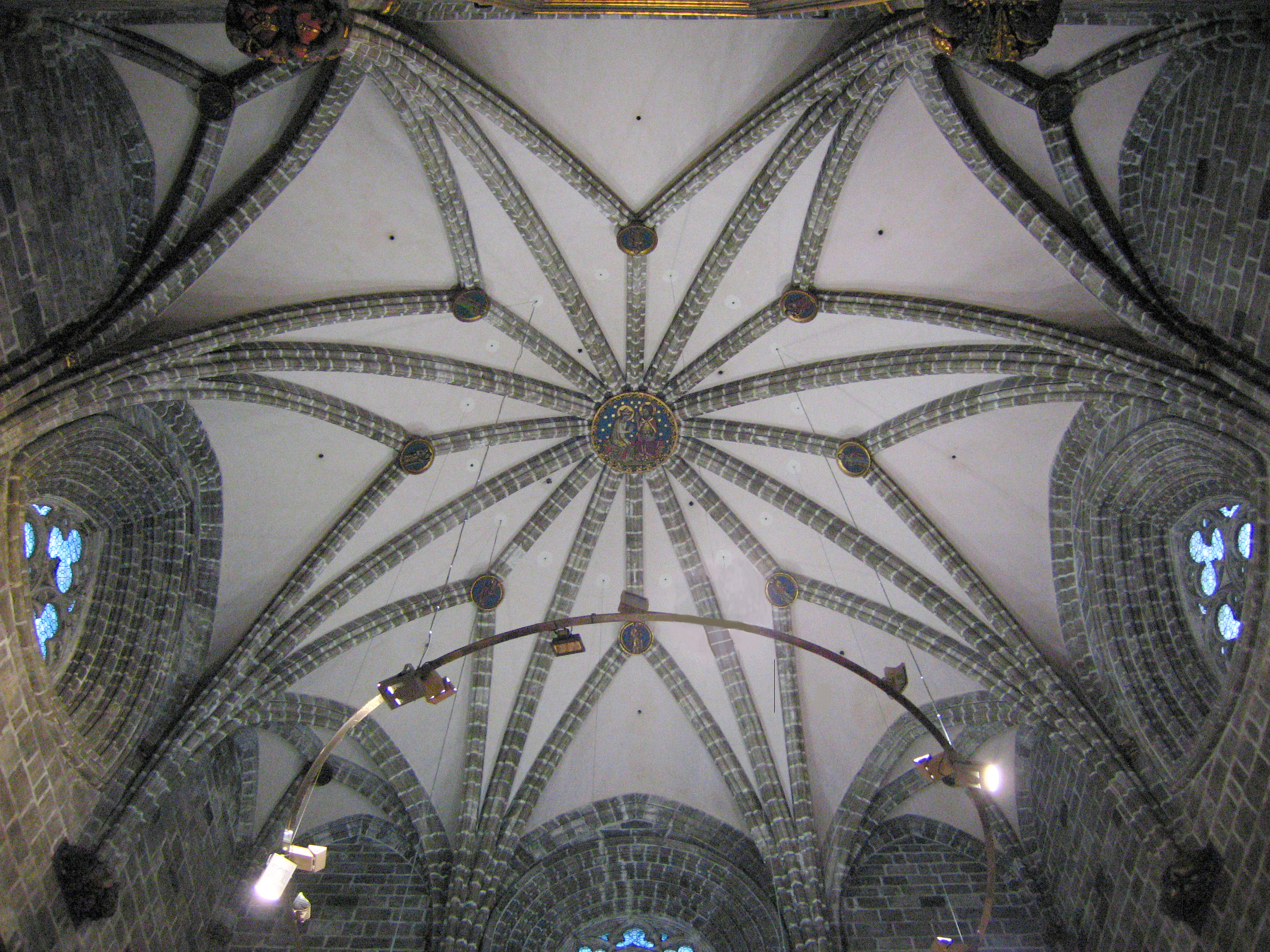
Vista obliqua de l'elegant volta de creueria de huit nervis de la Capella del Sant Calze

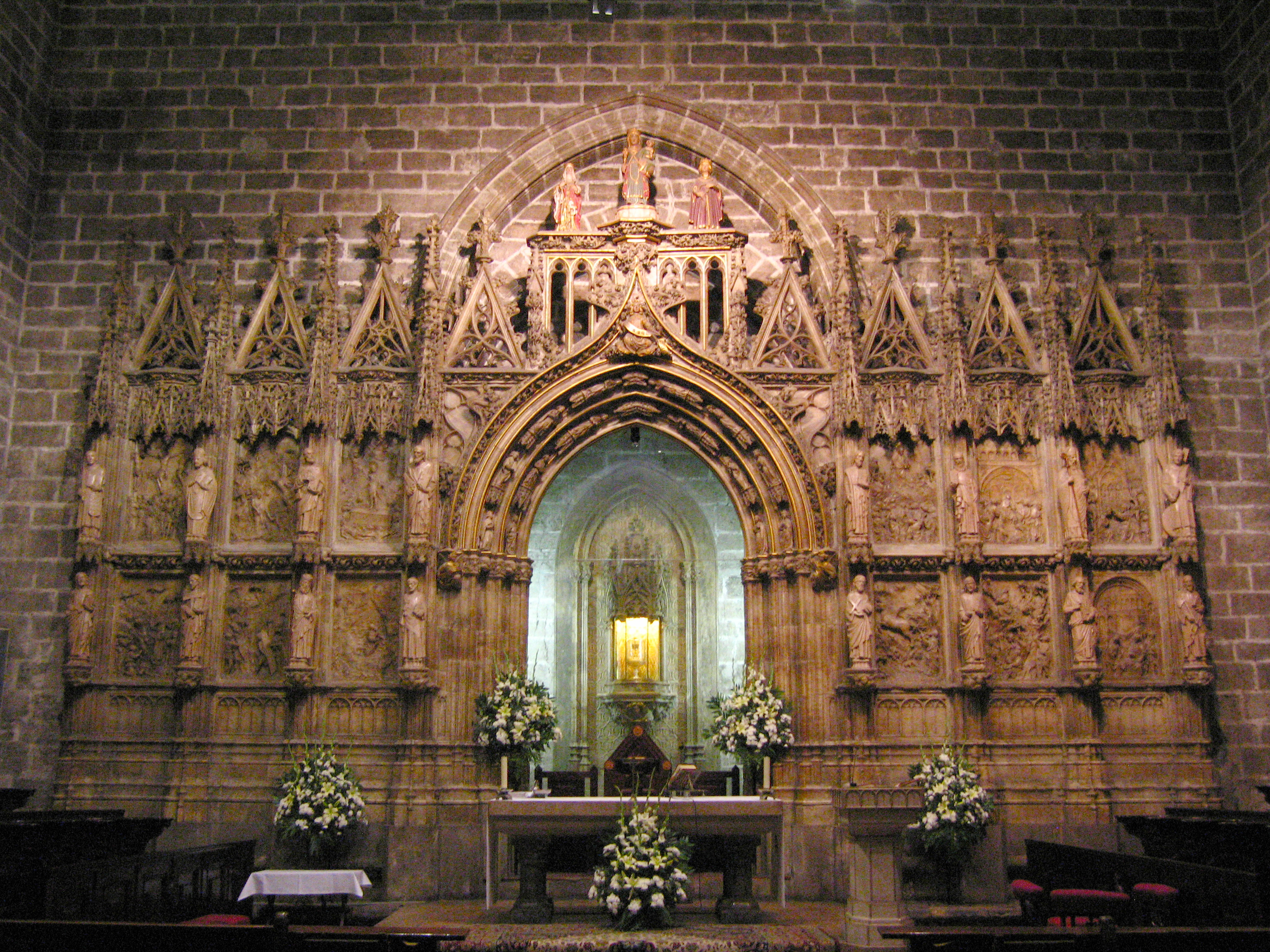
Excepcional retaule gòtic d'alabastre de la Capella del Sant Calze

La Capella del Sant Calze, de planta quadrada, fa tretze metres per banda i setze d'alçària, amb parets llises de pedra fosca picada i tres finestrals amb vitralls policromats. Hi destaca la bella i complicada volta gòtica amb huit nervadures i vint-i-quatre tercelets que formen una estrela de huit puntes, que descansen sobre mènsules policromades. Sobre les claus de la volta, també policromes, figuren els dotze apòstols, llevat de la central, on hi ha la coronació de la Mare de Déu en el cel després de l'assumpció.
També cal ressaltar el retaule, tallat en alabastre, que emmarca el Sant Calze, que procedeix de l'antiga façana gòtica del rerecor, i que va ser col·locar ací el 1777, en ser substituït aquell per un altre de neoclàssic, hui desaparegut. És obra dels arquitectes Antoni Dalmau i Julià lo Florentí (1441-1446), i a més van intervenir-hi els escultors Joan de Sagrera, Joan de Sogorb i Arnau de Brussel·les. En la part superior del retaule destaquen els dotze relleus de Julià lo Florentí, que són una de les primeres obres del Renaixement a Espanya. Les escenes inferiors corresponen a l'Antic Testament, mentre que les superiors corresponen al nou.
La capella presenta a més una sèrie de bancs de pedra, que circumden el recinte, i van servir com a seient en l'antiga aula d'estudis. D'altra banda, en el mur de la dreta, hi ha la trona gòtica de pedra des de la qual sant Vicent Ferrer explicava la seua càtedra de teologia, mentre a la seua dreta hi ha el quadre l'Adoració dels Reis de Julià lo Florentí (1469-1472), pintat al fresc, restaurat i passat a llenç.
En el mur, a major alçària, es troben penjats dos grans trossos ―de cinquanta-nou i de setanta metres, respectivament― de grosses cadenes. Són les que antany tancaven el port de Marsella, que tenia fama d'inexpugnable, i que el 19 de novembre de 1423 va trencar la nau de Romeu de Corbera, al capdavant de les altres galeres de l'estol d'Alfons el Magnànim en l'atac a la capital de la Casa d'Anjou, rival del rei. Les cadenes del port foren preses com a trofeu, portades a València i donades pel mateix rei a la catedral.
En la mateixa acció també foren preses com a botí de guerra les relíquies de sant Lluís de Tolosa, patró de Marsella, que foren igualment donades a la Seu (si bé retornades a França per Ferran VI d'Espanya). En un primer moment, les cadenes foren dipositades en el presbiteri però amb les reformes de l'any 1779 es van ubicar en l'actual capella del Sant Calze.
També hi ha un quadre de Vicent López, del segle xix, que representa l'expulsió dels moriscs, i una pintura sobre taula del segle xv que representa sant Cristòfol.
Enfront del mur on es troba el púlpit hi ha una portada gòtica d'arc mixtilini que enquadra en una motlura una escena de l'Anunciació de Joan de Kassel, del 1497. Aquesta condueix al museu de la catedral, on hi ha obres de pintors primitius valencians, com ara Jacomart i Osona, i d'altres autors, com Joan de Joanes, Correggio, Orrente, Espinosa, Vicent López, Francisco de Goya, etc. (Vegeu més avall)

#### El Sant Calze

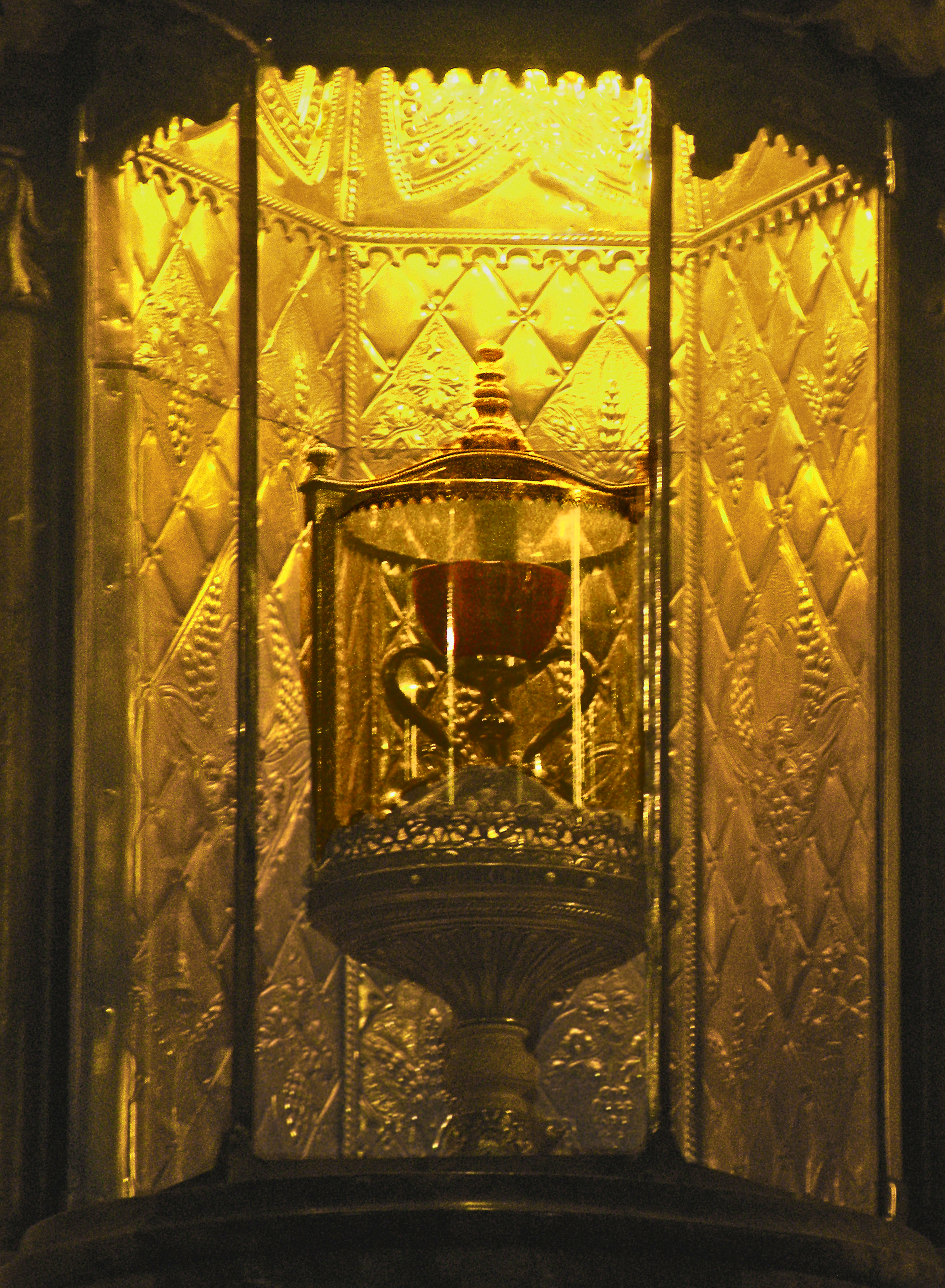
El Sant Calze

El tresor més important que alberga aquesta sala, del qual rep el nom, és el Sant Calze, donat pel rei Alfons el Magnànim el 1437 i alçat a la sala de relíquies fins que el 1916 es traslladà a aquesta capella. Fins a 1744 el calze era emprat amb regularitat, però li va caure a un religiós en terra i es va clavillar; després deixà de gastar-se i restà com a simple objecte de culte. Actualment es troba protegit per un fanal i descansa sobre una mènsula dins del retaule gòtic d'alabastre abans esmentat. La copa és de pedra de tipus àgata oriental o calcedònia reixada, de la varietat anomenada cornalina, de color roig fosc. El seu diàmetre és aproximadament de deu centímetres i la seua alçària de set. Tant la superfície exterior com la interior són llises. La base és xicoteta i circular i està datada en el segle i dC.
El peu de la copa està constituït per una naveta, en posició invertida, també de calcedònia, molt translúcida, rivetejada en or. La unió entre el peu i la copa i les dues anses estan finament treballades en or. La muntura, de fina orfebreria, està encastada amb valuoses perles i maragdes. Tant el peu com les anses foren muntades en temps medievals.
La llegenda d'aquesta relíquia menciona que, a la mort de la Mare de Déu, els deixebles de Jesús es van repartir tot el que guardava i que sant Pere es va portar el Calze a Roma. A causa de les freqüents persecucions patides pels cristians, el papa Sixt II va entregar la preada relíquia a sant Llorenç, el seu diaca, el qual va fer traslladar el calze a Osca, la seua pàtria. Allí va estar el Sant Calze fins a l'any 712, que els cristians, fugint dels musulmans, es van refugiar en els Pirineus i finalment en el monestir de Sant Joan de la Penya, prop de Jaca.
D'allí, segons citen els historiadors, va passar a Saragossa, al palau reial de l'Aljaferia. El Sant Calze fou donat per la comunitat de Sant Joan de la Penya al rei d'Aragó, Martí l'Humà el 1399, el qual, agraït, va entregar a canvi als monjos de Sant Joan un altre calze d'or.
El Sant Calze va estar en poder dels monarques de la Corona d'Aragó fins que l'any 1437 Alfons el Magnànim, que havia portat a València la relíquia per a la capella del seu palau reial, havent-se d'absentar del Regne de València, les va entregar a la catedral, que des de llavors alberga el Sant Calze.

## Museu catedralici i diocesà

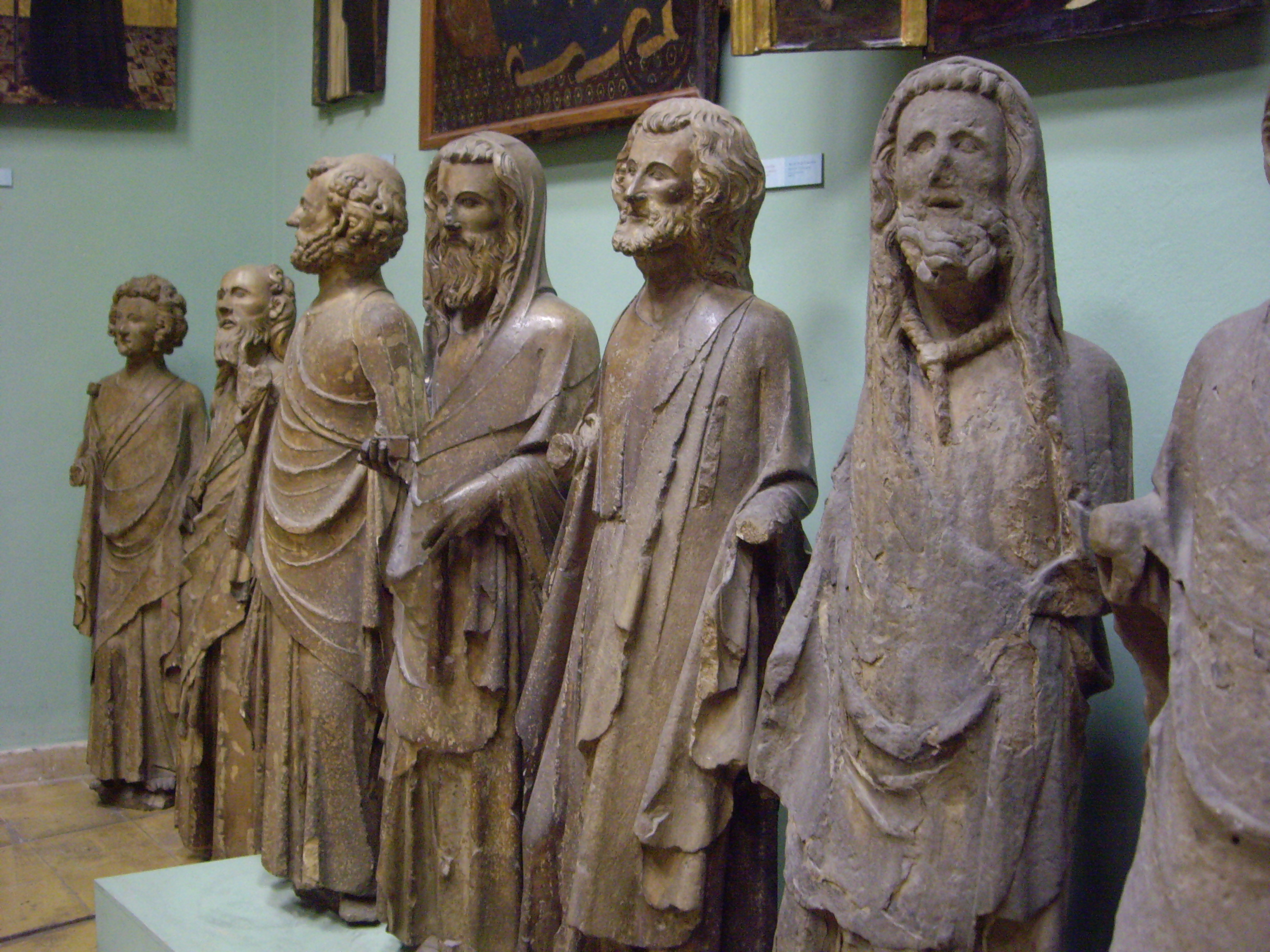
Apòstols originals

### Història
L'origen d'aquest museu es dona l'any 1923, quan l'arquebisbe Reig disposa la creació d'un «Museu arqueològic diocesà» en el Palau Arquebisbal, amb peces de tota la diòcesi i de la catedral.
Aquest ja tenia el precedent del Museu d'Antiguitats de l'Arquebisbe Mayoral de 1761, que reunia diverses peces d'escultura clàssica trobades a la ciutat en el Palau Arquebisbal. Desgraciadament, aquest museu fou destruït durant el bombardeig francés de la ciutat de 1808.
Anys després de la Guerra Civil, durant la qual els fons del museu van ser greument deteriorats (el mateix Palau Arquebisbal va ser enderrocat), el 1954 es creà el Museu Catedralici i el 1966 l'arquebisbe Marcelino Olaechea disposa que també siga diocesà i que s'habilite un edifici a la mateixa catedral per a allotjar-lo.

### Contingut
El museu s'estructura en cinc sales, amb entrada i eixida per l'Aula capitular o La Capella de sant Francesc de Borja:
- Primera sala: conté obres dels segles xiv i xv, gòtic. ací es poden trobar les figures originals de la Porta dels Apòstols, obres de Jacomart, Gonçal Peris, Joan Reixac, Marçal de Sas, la Mare de Déu romànica de l'Hospital, etc.

- Segona Sala: obres del primer Renaixement, s. xv-xvi, d'autors com el Mestre de Perea, Paolo de San Leocadio, Roderic d'Osona i Francesc d'Osona, Mestre d'Artés, Mestre d'Alzira, Vicent Macip.

- Tercera Sala: conté obres del renaixement tardà i manierisme, Vicent Macip, el seu fill Joan de Joanes, Mestre d'Alzira i fragments del gran orgue renaixentista.

- Quarta Sala: conté art del s. xviii, art neoclàssic-acadèmic, amb artistes com Josep Vergara o Vicent López, a més d'interessants peces d'orfebreria.

- Cinquena Sala: en realitat és la Capella de Sant Francesc de Borja, amb els dos grans llenços de Goya de Sant Francesc de Borja acomiadant-se dels seus familiars en el Palau Ducal de Gandia per a ingressar en la Companyia de Jesús i Sant Francesc de Borja i el moribund impenitent, de 1788. A l'altar de la capella el quadre és de Maella.

## Coral catedralícia
La Coral Catedralícia de València va fer la seua presentació pública el 21 de gener de 2002, festa de Sant Vicent Màrtir. Interpreta als oficis, preferentment, obres conservades en l'Arxiu catedralici, rescatant fins i tot obres fa segles interpretades. Les seues activitats han estat suportades pel Capítol Metropolità amb ajudes de les administracions públiques.

## Personatges destacats

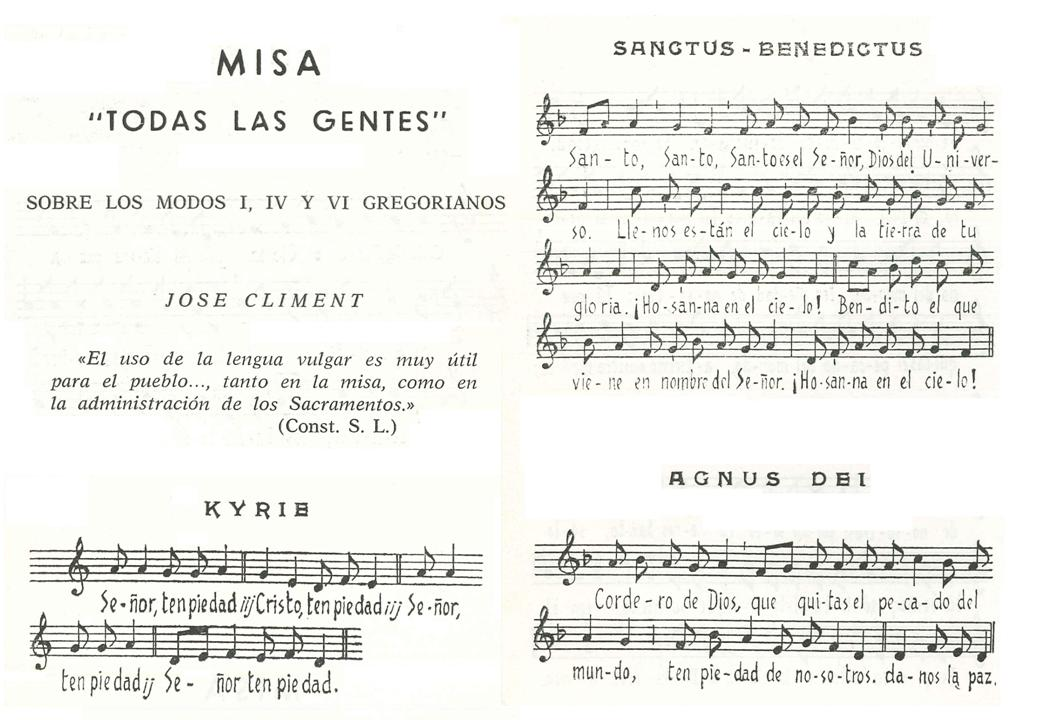
Particella de la missa Todas las gentes, per a la participació popular a la Catedral de València. Josep Climent

- Jaume I, rei de València, iniciador de la Seu
- Vidal de Blanes, bisbe[28]
- Pere Balaguer, mestre gòtic pedrapiquer que treballà a la Seu
- Andreu Julià, mestre gòtic pedrapiquer que treballà a la Seu
- Vicent Ferrer, sant que predicà a la Seu
- Alfons el Magnànim, rei de València que portà el sant calze a la Seu
- Ausiàs March, poeta soterrat a la Seu
- Martí Llobet, mestre gòtic pedrapiquer i escultor que treballà a la Seu
- Francesc Baldomar, mestre gòtic pedrapiquer que treballà a la Seu
- Pere Comte, mestre gòtic pedrapiquer que treballà a la Seu
- Roderic de Borja, papa que introduí el renaixement a la Seu
- Vicent Macip, pintor renaixentista que treballà a la Seu
- Paolo de San Leocadio, pintor renaixentista que treballà a la Seu
- Yáñez de la Almedina, pintor renaixentista que treballà a la Seu
- Fernando de los Llanos, pintor renaixentista que treballà a la Seu
- Juan Pérez Castiel, escultor barroc que treballà a la Seu

### Mestres de capella i Organistes Principals

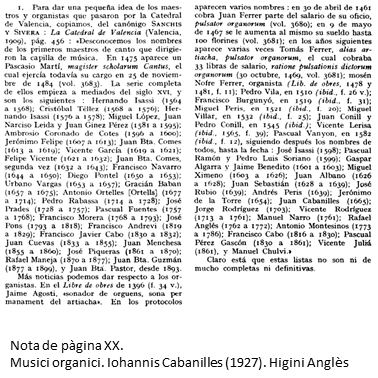
Citació a Sanchis Sivera per Higini Anglès

- Joan Genís Peres. Mestre de Capella de la Catedral de València des del 1581 al 1595
- Ambrosio Cotes. Mestre de Capella de la Catedral de València des del 1596 al 1600
- Joan Baptista Comes. Mestre de Capella de la Catedral de València
- Vicent García. Mestre de Capella els anys ([...?])[29]
- Francesc Navarro. Mestre de Capella de la Catedral de València des del 1644 al 1650
- Diego Pontac. Mestre de Capella de la Catedral de València des del 1650 al 1653
- Urbán de Vargas. Mestre de Capella de la Catedral de València des del 1653 al 1656
- Gracià Baban (c.1620 - València 1675). Mestre de Capella de la Catedral de València des del 1657 al 1675
- Josep Pradas (- 1757). Mestre de Capella de la Catedral de València
- Joan Baptista Cabanilles (Algemesí, 1644 - València, 1712). Mestre de Diputats al 1675.[30]
- Pasqual Fuentes i Alcàsser (Aldaia, l'Horta, 1721 - València, 1768), mestre de capella des del 1657
- Vicent Rodríguez Monllor (- València 1760). Organista Principal de la Catedral de València des del 1715.
- Francesc Morera i Cots (Sant Mateu, 1731 - València, 1793), Mestre de Capella de la Catedral de València des del 1768 al 1793
- Juan Cuevas Perales (Guadassuar, 1782 - València, 1855). Mestre de Capella de la Catedral de València des del 1833 al 1855.
- Lluís Vicent Gargallo (c. 1636 - 1682). Deputat o infant de cor. Posteriorment fou Mestre de Capella de les catedrals d'Osca i de Barcelona
- Josep Climent Barber (Oliva, 1927 -), compositor i musicòleg